# Autodromo nazionale di Monza
L'Autodromo nazionale Monza è un circuito automobilistico italiano, situato all'interno del parco di Monza.
È il terzo autodromo permanente più antico al mondo, dopo quello di Brooklands in Inghilterra e quello di Indianapolis negli Stati Uniti d'America, ed è l'unico circuito al mondo dove sin dalla sua creazione si disputa ancora il campionato di Formula 1.
Inoltre è la sede storica del Gran Premio d'Italia, disputatosi qui 90 volte sulle 95 edizioni totali; sin dalla sua istituzione nel 1950 (con l'eccezione del 1980) ha sempre ospitato la Formula 1; dal 1949 al 1968 è anche stato sede del Gran Premio delle Nazioni del Motomondiale. È il circuito dove si sono svolti più Gran Premi di Formula 1; nella stagione 2024 si è corso il 74º Gran Premio. Il circuito è noto anche come il "Tempio della velocità" per i suoi lunghi rettilinei e le curve ad alta percorrenza.
Dal 1991, con le modifiche al circuito di Silverstone, il tracciato brianzolo è il più veloce tra quelli iridati: il record assoluto del circuito è di 1'18"887 con una media di 264,362 km/h, la più alta di sempre della storia della Formula 1, stabilito da Lewis Hamilton su Mercedes nelle qualifiche del Gran Premio d'Italia 2020.
Il circuito viene utilizzato anche per numerose manifestazioni, corse di beneficenza, concerti e in alcune occasioni è stato anche partenza o arrivo di una tappa del Giro d'Italia. L'autodromo ha una capienza di 118 865 posti a sedere.
Dal 7 al 9 luglio 2023 si è tenuto il primo Gran Premio femminile nella storia di Monza, in occasione del quinto appuntamento della F1 Academy 2023, che è consistito in tre mini-gare: a vincerle sono state Marta García, Léna Bühler e Bianca Bustamante. Il record femminile nel giro di pista in gara è proprio della pilota spagnola, che in gara 3, pur arrivando quinta, ha chiuso un giro in 1'53"652.

## Storia

### Il contesto
Nonostante il grande sviluppo tecnologico e produttivo avvenuto durante la prima guerra mondiale, teso a supportare lo sforzo bellico, l'Italia post bellica restava la nazione meno sviluppata sotto il profilo economico e industriale, rispetto alle nazioni alleate europee, come Francia, Gran Bretagna e Irlanda e Belgio.
Nel settore automobilistico la situazione era, per certi versi, paradossale: l'Italia era ben conosciuta e apprezzata all'estero per la produzione di prestigiose automobili sportive e di lusso, realizzate da aziende come FIAT, Alfa Romeo, Lancia o Isotta Fraschini, ma nel 1922 le automobili private in Italia erano solamente 35.500 (ovvero una ogni 1.000 abitanti) che circolavano principalmente nelle città, dato che le strade erano generalmente in pessime condizioni e inadatte al traffico automobilistico.
Tuttavia, il grande entusiasmo per il mito della modernità, anche esaltato dalla dilagante cultura futurista, portò una minoranza benestante a praticare il culto della velocità ed a far nascere il circuito di Monza, completato in soli 110 giorni, ben due anni prima che in Francia venisse inaugurato il circuito di Montlhéry, primo autodromo francese.

### Le origini

I lavori di costruzione del circuito (1922)

I lavori di costruzione del circuito (1922): la pavimentazione della curva sud

Il tracciato del 1922

La costruzione dell'autodromo fu decisa nel gennaio del 1922 dall'Automobile Club di Milano per commemorare il venticinquesimo anniversario dalla fondazione. La società allora proprietaria del parco, l'Opera Nazionale Combattenti, fu subito d'accordo dal momento che la nascita delle corse automobilistiche portava una notevole pubblicità alle case costruttrici. Fu costituita la società SIAS (Società incremento automobilismo e sport) a capitale privato e presieduta dal senatore Silvio Crespi. I lavori iniziarono il 15 maggio e in soli 110 giorni fu completato. Il primo giro completo di pista fu percorso il 28 luglio da Pietro Bordino e Felice Nazzaro su una Fiat 570. L'autodromo fu inaugurato il 3 settembre 1922.
Si trattava del terzo circuito permanente realizzato al mondo, preceduto solo dalla pista statunitense di Indianapolis (1909) e da quella inglese di Brooklands (1907), oggi non più esistente essendo caduta in disuso nel 1939 alla vigilia del secondo conflitto mondiale e definitivamente chiusa nel 1945.

L'autodromo nel 1932

Il progetto preliminare prevedeva un tracciato a forma di "otto" della lunghezza di 14 km ma, a causa dell'impatto sul Parco Reale, si decise invece di approvare un progetto che utilizzasse in gran parte le preesistenti strade del parco e limitasse l'abbattimento degli alberi.
L'effettiva realizzazione del nuovo impianto fu coordinata dall'allora direttore dell'Automobile Club di Milano Arturo Mercanti, ed esso fu progettato dall'architetto Alfredo Rosselli e costruito dall'impresa guidata dall'ingegnere Piero Puricelli. Prevedeva un circuito costituito da due anelli che potevano essere utilizzati insieme, alternando un giro dell'uno a un giro dell'altro (il rettilineo d'arrivo era in comune e, in questo caso, veniva diviso in due corsie), oppure separatamente: una pista stradale di 5.500 metri con sette curve, e un anello di alta velocità di forma ovale con due curve sopraelevate, lungo 4.500 metri.
Nei primi anni il Gran Premio d'Italia si svolse sul circuito completo di 10 km. Nel 1928 il pilota Emilio Materassi perse il controllo dell'auto sul rettilineo d'arrivo e piombò in mezzo al pubblico assiepato a bordo pista uccidendo 20 spettatori e ferendone oltre 40. Nel 1933, durante la seconda batteria del Gran Premio di Monza (gara di contorno che seguiva il più importante Gran Premio d'Italia), al primo giro, il pilota Giuseppe Campari sbandò su una macchia d'olio all'ingresso della curva sopraelevata sud e uscì di strada, rovesciandosi nel fossato che fiancheggiava la pista e morendo sul colpo. Sulla stessa macchia d'olio, alle sue spalle, uscirono di pista anche Borzacchini, Castelbarco e Barbieri: il primo, soccorso ancora vivo, morì poco dopo, mentre gli altri due ne uscirono quasi illesi. Nonostante le proteste degli spettatori la gara non venne interrotta e durante la finale, in un secondo incidente nello stesso punto della pista, perse la vita anche il pilota Czaykowski.
A seguito di questi gravissimi incidenti vennero effettuate diverse variazioni al tracciato per ridurne la velocità. Una di queste è il circuito Florio, disegnato dal conte Vincenzo Florio jr nel 1935, che unisce in modo originale tratti dell'anello di alta velocità e dello stradale, interrotti da varie chicanes.

Il tracciato in uso dal 2000

Il circuito Florio

Nel 1939 fu rifatta gran parte della pista. L'anello di alta velocità fu demolito, e la pista stradale fu modificata spostando più avanti la curva del Vialone che adesso non immetteva più le auto sul vialone centrale del parco, ma su un nuovo rettilineo più lungo e parallelo a quello di cui sopra. Posto più a ridosso dei box questo nuovo rettilineo (denominato "rettifilo centrale")
conduceva a due nuove curve a gomito che immettevano sul rettilineo d'arrivo, sostituendo l'originaria curva sud, le cosiddette "curve di Vedano" o "curve in porfido" per via del fondo lastricato che le caratterizzava, collocate all'altezza della vecchia "sopraelevata Sud". La lunghezza del circuito diventò di 6.300 metri.
Nell'ambito di questi lavori venne anche realizzata una nuova variante che andò a far parte del circuito Pirelli, usato esclusivamente per test automobilistici e di pneumatici, lungo 4600 metri e percorso come quello principale in senso orario. Sfruttava il rettifilo delle tribune ed il rettifilo centrale, raccordati dalle due curve di Vedano e dalla curva Nord-Est (considerata unica come denominazione, ma in realtà tracciata con due raggi differenti all'interno della attuale curva Grande). Come le curve Vedano, anche quella Nord-Est era pavimentata in porfido data soprattutto la valenza di tracciato test per i materiali.

### Il dopoguerra

L'autodromo trasformato in deposito di residuati bellici dall'ARAR nel 1946

A partire dalla fine 1945 e per oltre due anni, il circuito fu destinato allo stoccaggio dei residuati bellici gestiti dall'ARAR. Nella primavera del 1948 furono iniziati i lavori per rimediare ai danni causati dagli eventi bellici. Curiosamente le curve sud furono dotate di una pavimentazione in cubetti di porfido, particolarmente pericolosi e sdrucciolevoli in caso di pioggia. Il 17 ottobre 1948 viene inaugurato il nuovo ingresso pista ed altre strutture dell'autodromo.
Nel 1955 il sempre più frequente uso dell'autodromo per i tentativi di record della velocità e il raggiungimento di un superiore grado di sicurezza, resero necessaria la riprogettazione dell'anello di alta velocità da costruirsi sulle ceneri del tracciato abbattuto nel 1938. Il progetto fu curato dagli ingegneri Antonino Berti e Aldo Di Rienzo e seguiva esattamente il vecchio tracciato nella parte Nord, mentre la curva Sud veniva arretrata di circa 300 metri per consentire il passaggio del pubblico sul nuovo Viale Mirabello. Tale scelta impose una nuova modifica alla pista stradale: in particolare le due curve del porfido (che impegnavano il viale Vedano) furono eliminate e sostituite da un'unica curva asfaltata, con sviluppo di 180 gradi, chiamata Parabolica per il suo tracciato a raggio crescente, molto simile ad un arco di parabola. Il circuito completo ritornava ad avere la lunghezza di 10 km: 5.750 metri per la pista stradale e 4.250 metri per l'anello di alta velocità.

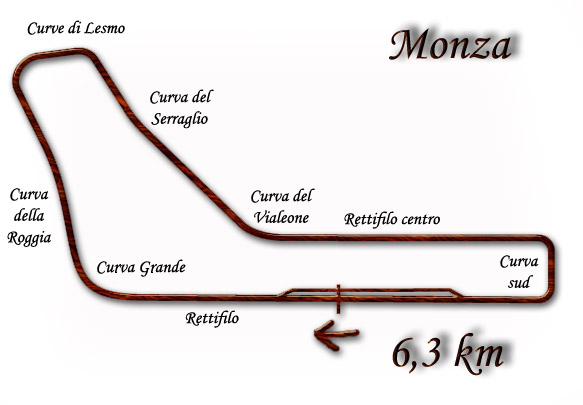
Il tracciato dal al, con curve del porfido al posto della curva Sud più rettilineo centrale

Lo studio portò alla realizzazione di un "catino" capace di contenere una velocità costante delle auto sia nei rettilinei, sia sulle curve sopraelevate in cemento armato a pendenza crescente verso l'esterno. L'ovale comprendeva ora due rettifili di 875 metri e due curve sopraelevate aventi sviluppi simili, intorno ai 1250 metri, con raggi differenti: a Nord con raggio 318 metri, mentre a Sud con raggio 312 metri. L'idea di affrontare in piena velocità le curve portò a dover ricorrere alla scelta obbligata di costruire una curva con un'elevata inclinazione trasversale che arriva alla punta massima dell'80% nel settore centrale (corrispondente ad una inclinazione di 38°40'), calcolato sul piano orizzontale. Vennero realizzate 14 torrette di segnalazione distribuite sul percorso di cui 7 sull'Anello di Alta Velocità. Le piccole costruzioni erano dei punti strategici di osservazione ed accoglievano, oltre i commissari, anche tecnici Radiotelevisivi, addetti alle segnalazioni, giornalisti e fotografi.
Nello stesso anno, durante una sessione di prove private, perse la vita il pilota Alberto Ascari: la dinamica dell'incidente, al quale non assistette alcun testimone, non è mai stata del tutto chiarita. La curva dove avvenne il fatale schianto, in precedenza chiamata curva del Vialone, fu ribattezzata curva Ascari in ricordo del campione scomparso.

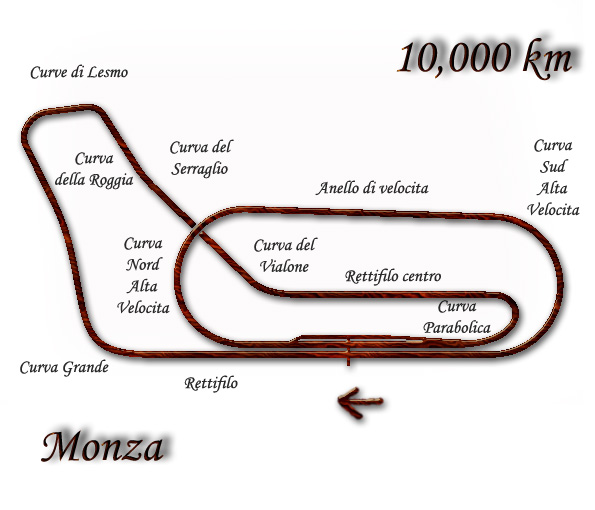
Il tracciato dal al e dal al, nella versione completa. Venne realizzato un nuovo ovale e aggiunta la curva Parabolica

L'impianto nella nuova conformazione, circuito classico più Anello di Velocità pari a 10 km al giro, fu inaugurato l'11 settembre 1955 dal Presidente della Repubblica Giovanni Gronchi, accompagnato dall'arcivescovo di Milano Giovanni Montini, in occasione del Gran Premio d'Italia su una distanza di 500 km. Le sollecitazioni centrifughe e di schiacciamento verticale contro il suolo nei due tratti sopraelevati, evidenziarono problemi di sollecitazioni fisiche ai piloti e guasti meccanici riportati dalle vetture, che indussero i piloti ed i team a disertare l'anello nelle edizioni 1957, 1958 e 1959.
L'Automobile Club Italiano nel 1957 e 1958, organizzò la 500 Miglia di Monza abbinato alla 500 Miglia di Indianapolis, in collaborazione con l'United States Auto Club e l'Indianapolis Speedway Corporation, gara articolata su tre manches, per un totale di 189 giri.
Nel 1961 si svolse l'ultimo Gran Premio d'Italia nella configurazione di 10 km ed anche a seguito dell'incidente mortale in cui perse la vita il pilota della Ferrari Wolfgang von Trips insieme a dodici spettatori sul rettilineo prima della Parabolica, il Ministero del Turismo e dello Spettacolo, emanò nuove regole sulla sicurezza dei circuiti a cui il circuito brianzolo dovette adeguarsi. Dall'anno successivo si è sempre corso sulla sola pista stradale di 5.750 metri circa.

Le curve sopraelevate permettevano di raggiungere elevate velocità.

L'incidente del 1961 occorso a Wolfgang von Trips è il più grave mai avvenuto in una gara valida per il campionato mondiale di Formula 1. Un altro incidente tristemente noto è quello in cui nel 1970 morì (durante le qualifiche del sabato) il pilota austriaco Jochen Rindt. Rindt era in quel momento in testa alla classifica mondiale generale e non fu più raggiunto da nessuno nelle gare successive, diventando così l'unico Campione del Mondo postumo nella storia del campionato di Formula 1.
Il 25 aprile 1965 si corse la prima 1000 km di Monza e venne posizionata una chicane prima dell'imbocco della Sopraelevata Sud per rallentare la velocità in entrata delle auto in curva. L'ultima gara ufficiale sulle sopraelevate fu la 1.000 km del 25 aprile 1969, da allora si sono corse solo rievocazioni storiche.
Negli anni settanta, crescendo sempre più la velocità (nel Gran Premio del 1971 fu superata la media dei 240 km/h) e con essa la pericolosità del tracciato, si resero necessari nuovi interventi per rallentare la pista: dapprima furono realizzate delle chicane provvisorie, quindi nel 1976 si costruirono tre varianti permanenti in altrettanti punti del tracciato (sul rettilineo dei box, alla curva della Roggia e alla curva Ascari). La lunghezza della pista aumentò lievemente e diventò di 5.800 metri.

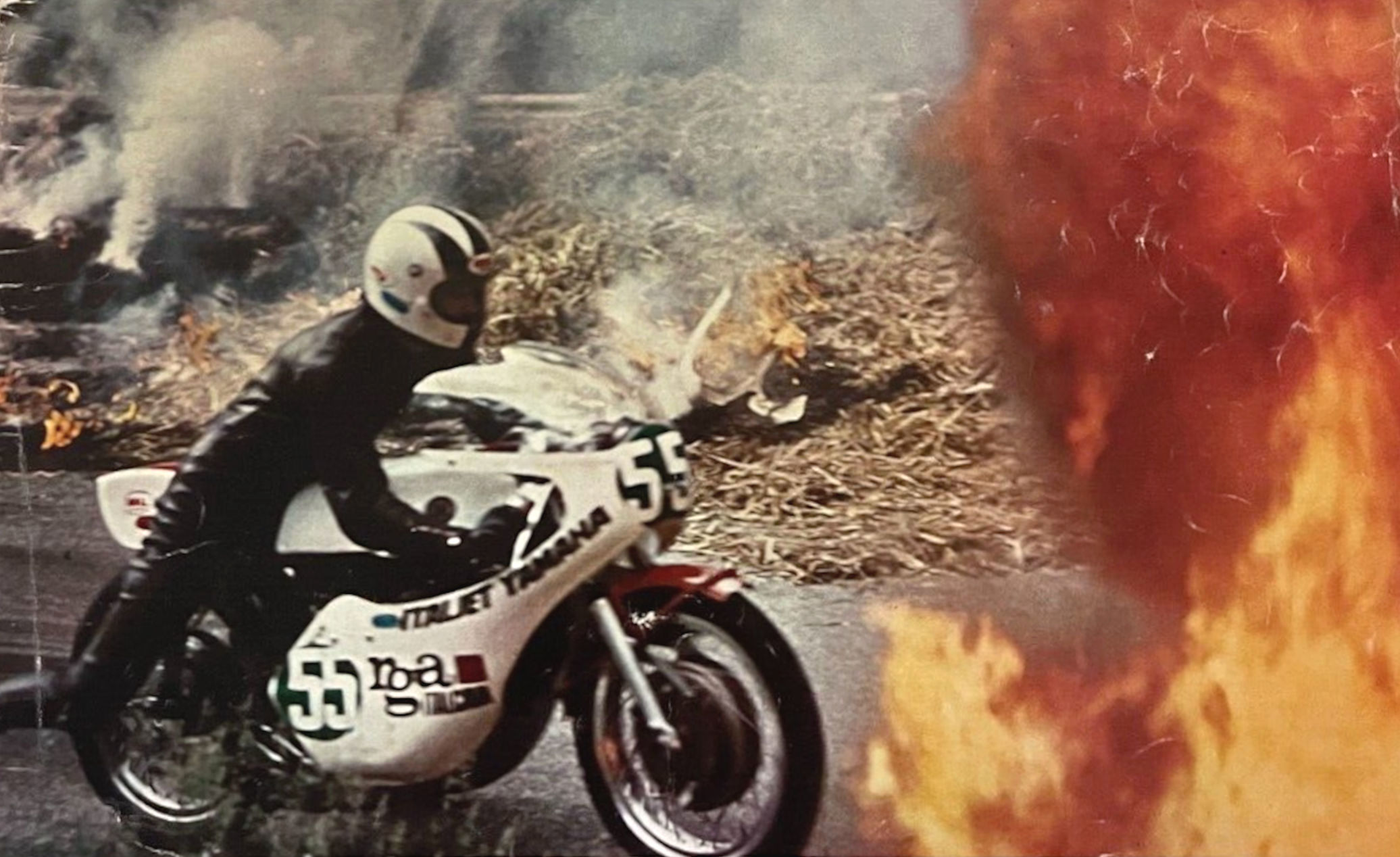
L'incidente alla curva Grande, al via del Gran Premio motociclistico delle Nazioni 1973 della classe 250, in cui morirono Renzo Pasolini e Jarno Saarinen.

Ulteriori interventi per migliorare la sicurezza furono effettuati nel 1994, 1995, 2000, e 2014: con essi vennero rifatte la variante Goodyear (quella posta sul rettilineo dei box), quella della Roggia, la curva Grande e le due curve di Lesmo. Negli stessi anni furono anche costruiti nuovi box, più grandi e più moderni. Nel 2007 venne asfaltata la via di fuga alla variante della Roggia, mentre nel 2009 ne vennero modificati i cordoli insieme a quelli della variante Goodyear, con lo scopo di evitare tagli nelle "esse " da parte delle monoposto di Formula 1. Nel 2014 la via di fuga della curva Parabolica è stata asfaltata, consentendo ai piloti una traiettoria leggermente più esterna che in precedenza. Dopo le ultime modifiche la lunghezza del tracciato è oggi di 5.793 metri.
Come tutte le piste che hanno fatto la storia dell'automobilismo sportivo, anche quella di Monza ha preteso il suo tributo di morti. Tra i piloti d'auto hanno perso la vita Materassi, Ascari, von Trips, Rindt, Arcangeli, Campari, Borzacchini, Czaykowski, Peterson e Ugo Sivocci; tra i motociclisti Renzo Pasolini e Jarno Saarinen, vittime di uno scontro nel Gran Premio delle Nazioni del 1973.

## Descrizione del circuito

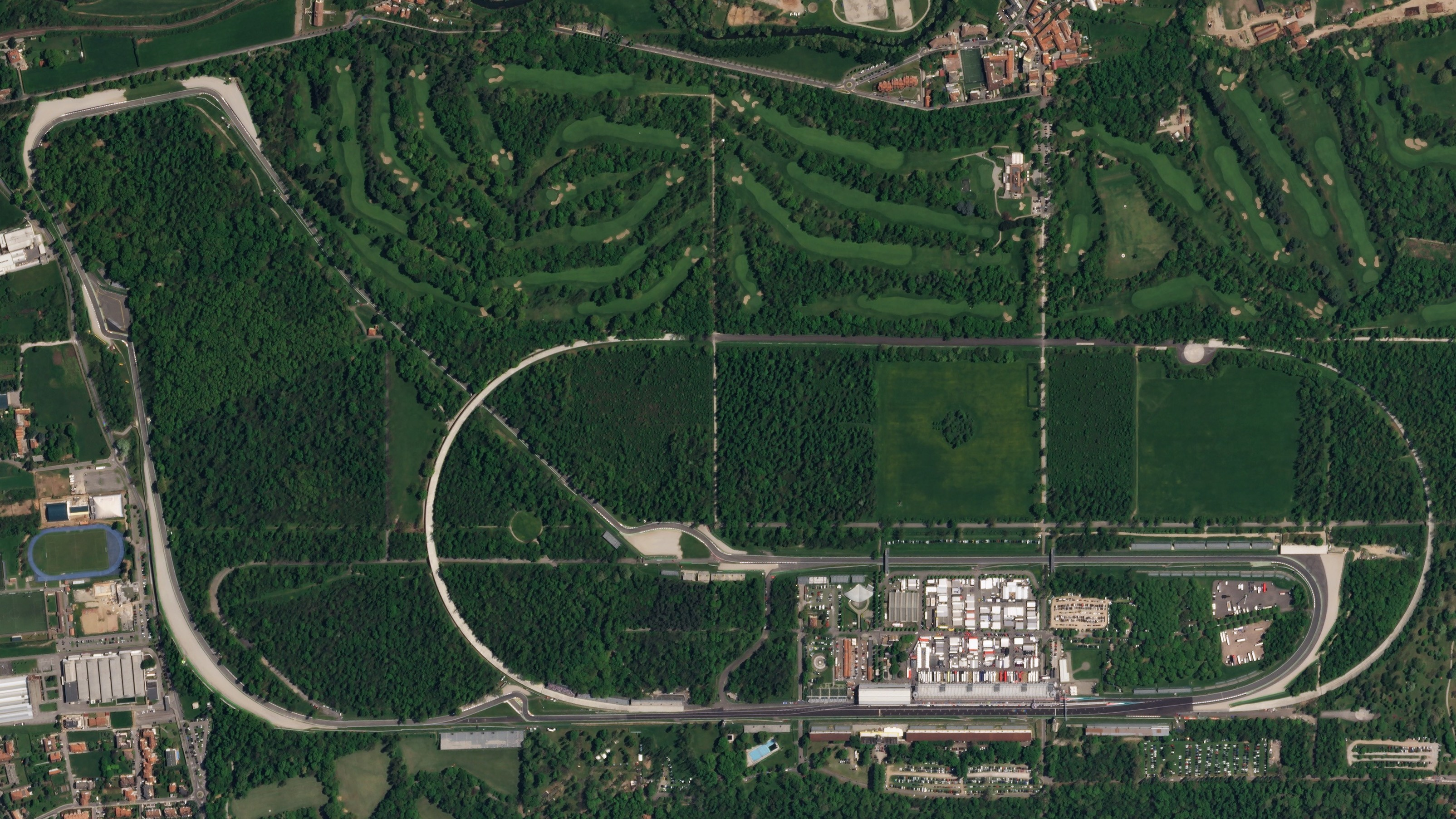
Vista satellitare dell'autodromo

Il tracciato di Monza è un circuito estremamente tecnico dove è fondamentale un ottimo setup meccanico e in cui l'abilità del pilota in frenata è determinante, dal momento che nei 5 793 metri del tracciato brianzolo si contano ben quattro lunghi rettilinei dove le vetture di Formula 1 superano abbondantemente i 350 km/h. Per questo motivo deve essere affrontato con una macchina particolarmente "scarica" ed è noto tra gli appassionati come il tempio della velocità. Ciò obbliga i fornitori di carburante e lubrificanti a sviluppare soluzioni apposite per la tappa, e nel mondiale di Formula 1 vengono adottate configurazioni aerodinamiche specifiche per questo tracciato, unico nel suo genere.

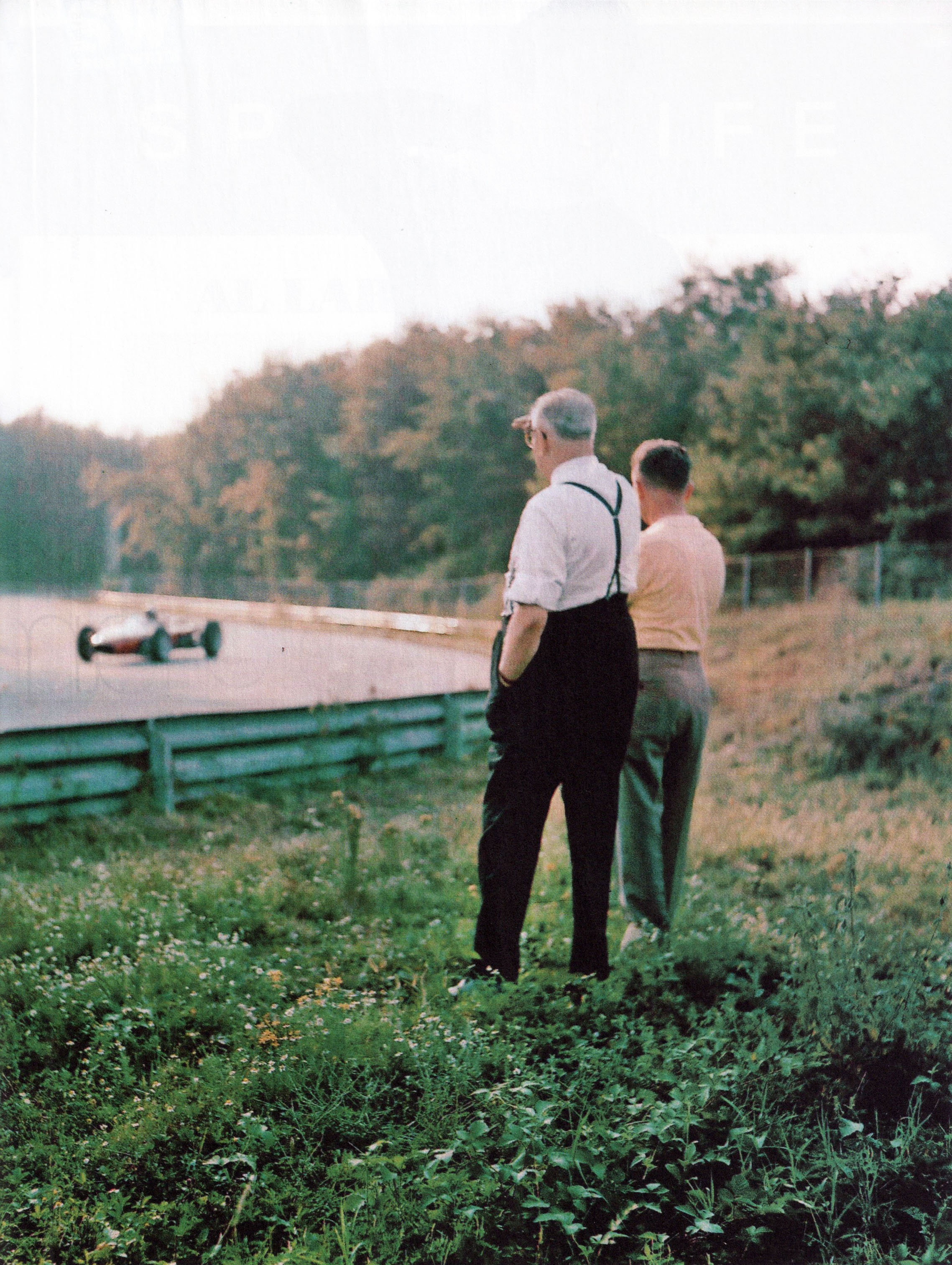
Enzo Ferrari osserva una prova di una sua vettura da una delle curve del circuito brianzolo (1962).

Il rettifilo principale e la pit lane di Monza, mentre David Coulthard taglia vittorioso il traguardo del Gran Premio d'Italia 1997.

Come si affronta il circuito di Monza in Formula 1:
- variante del rettifilo (o variante Goodyear): le monoposto arrivano lanciate lungo il rettilineo dei box, la frenata è violenta dopo il cartello dei 150 m: si passa da 350–360 km/h a soli 70–80 km/h in due secondi e mezzo, si scalano le marce fino in seconda. Qui è importantissimo non bloccare l'anteriore destra per non compromettere il tempo sul giro. Si affronta uno strettissimo cambio di direzione destra-sinistra passando in modo aggressivo sul cordolo in entrata, si lascia scorrere la vettura nella parte centrale e la si conclude con una dolce progressione verso l'esterno in uscita.

Per le gare motociclistiche, vale a dire la Superbike e il CIV, la prima variante veniva percorsa in una versione leggermente meno stretta per ridurre la possibilità di cadute multiple, specialmente in partenza.
- curva Biassono (già curva Grande o Curvone): una lunga curva a destra dal raggio molto ampio. Vi si arriva in piena accelerazione dalla variante Goodyear cercando di mantenere una traiettoria pulita e precisa nonostante le sconnessioni dell'asfalto a centro curva.
- variante della Roggia: si arriva a 325 km/h a questa veloce variante sinistra-destra dopo aver percorso in pieno la curva Biassono. Si frena appena prima del cartello dei 100 m fino in 2-3ª marcia, cercando di rimanere più largo possibile sulla destra per non perdere velocità in entrata e consentire un'ottima ripresa verso le due di Lesmo. La variante presenta cordoli molto alti e dissuasori di velocità all'interno della via di fuga, completamente asfaltata, per evitare vantaggi a chi provasse a tagliare eccessivamente la traiettoria.
- 1° curva di Lesmo: si arriva in accelerazione dalla variante della Roggia, è una curva a destra da 4ª marcia di media velocità, con uscita cieca. Si cerca di frenare profondo nella curva per mantenere velocità nella parte centrale. Attenzione a non perdere il punto di corda nel centro curva, qui è facile uscire sulla ghiaia in sottosterzo.
- 2° curva di Lesmo: seconda curva a destra di media velocità. Si frena dopo il cartello dei 50m, si lascia scorrere la monoposto toccando l'apice interno verso i 160–175 km/h e si cerca la massima ripresa verso il lungo rettilineo che termina alla variante Ascari.
- curva del Serraglio: è una lievissima piega a sinistra dal raggio estremamente ampio (oltre 600 metri); la curva è in discesa e corrisponde con l'inizio della seconda zona DRS per il campionato mondiale di Formula 1. Il rettilineo incrocia nella sua parte finale il sottopassaggio della curva Sopraelevata Nord dell'anello di alta velocità.
- variante Ascari: vi si arriva a quasi 340 km/h, si frena molto tardi cercando di mantenere velocità nella prima svolta secca a sinistra da 4ª marcia. Dopo la frenata si affrontano in rapida successione tre curve speculari sinistra-destra-sinistra che immettono sul rettilineo opposto ai box. In questo tratto le monoposto con un buon setup meccanico possono guadagnare fino a 1 secondo. All'uscita dalla variante in 5ª marcia ci si porta al limite del cordolo esterno che delimita il tracciato e ci si lancia sul rettilineo verso la Parabolica. La velocità di uscita è fondamentale in questo punto per tentare un sorpasso.
- curva Alboreto[15] (già curva Parabolica): nel rettilineo che conduce a questa lunghissima destra a raggio variabile si toccano i 330–340 km/h, quindi si frena dopo l'erba sintetica sulla sinistra al cartello dei 100 metri, si scala fino in 4ª marcia a circa 180–190 km/h, si tocca l'apice in ingresso e si percorre il tratto finale in piena accelerazione scorrendo verso l'esterno e imboccando il rettilineo d'arrivo a velocità già molto elevate.

Per le corse delle categorie minori (le Formula Junior) veniva utilizzata la cosiddetta "pista Junior", ora in disuso: si tratta di un circuito più breve, che utilizza un tratto del rettilineo d'arrivo, il rettilineo opposto e la Parabolica. L'anello è chiuso da un raccordo che, staccandosi dal rettilineo d'arrivo circa 200 metri dopo i box, si immette sul rettilineo opposto subito dopo la variante Ascari. Il raccordo presenta tre curve, la prima a destra, la seconda a sinistra, la terza ancora a destra. La lunghezza della pista Junior è di 2405 metri.

## Mappe del circuito

Il circuito originale (1922–1933)
Il circuito Florio (1935–1937)
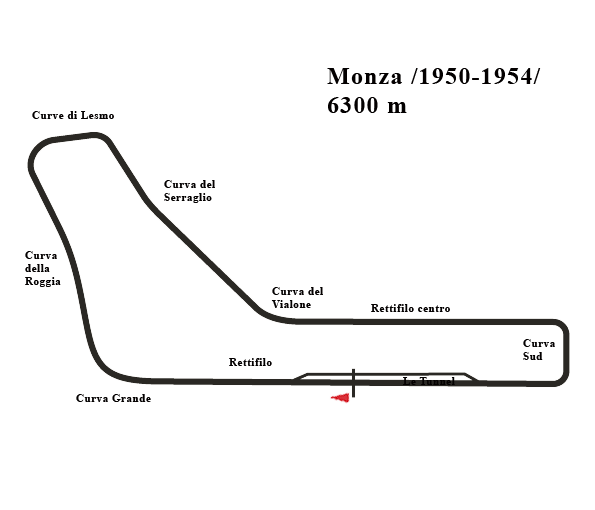
Seconda variazione. Le curve di porfido al posto della curva sud e rettifilo centrale (1950–1954)
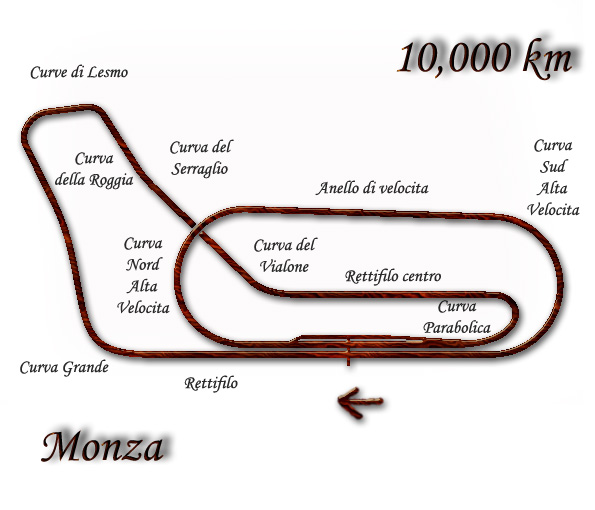
Terza variazione (circuito combinato). Venne realizzato un nuovo ovale con l'aggiunta della curva parabolica (1955–1956, 1960–1961)
Terza variazione (circuito ovale) (1955–1971)
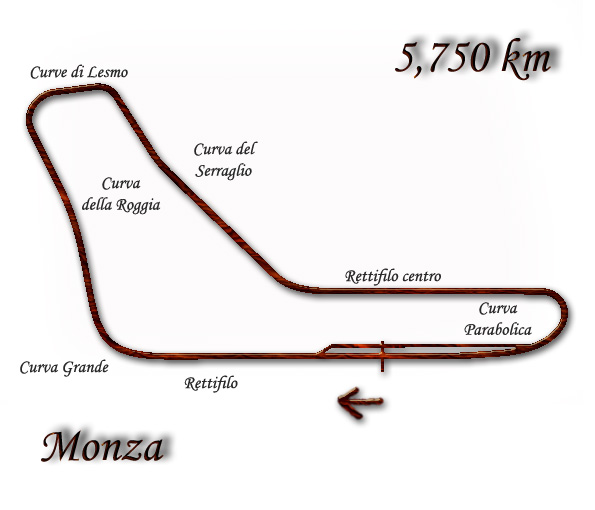
Quarta variazione (circuito stradale) (1957–1959, 1962–1971)
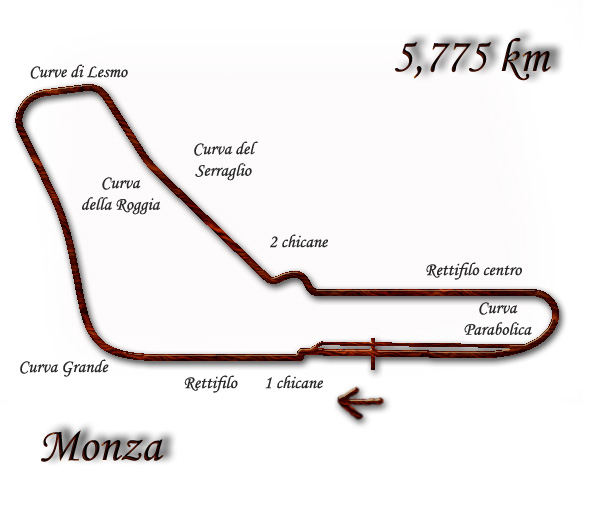
Quinta variazione con l'aggiunta di chicane provvisorie all'imbocco dell'anello e prima della Curva Ascari (1972–1973)
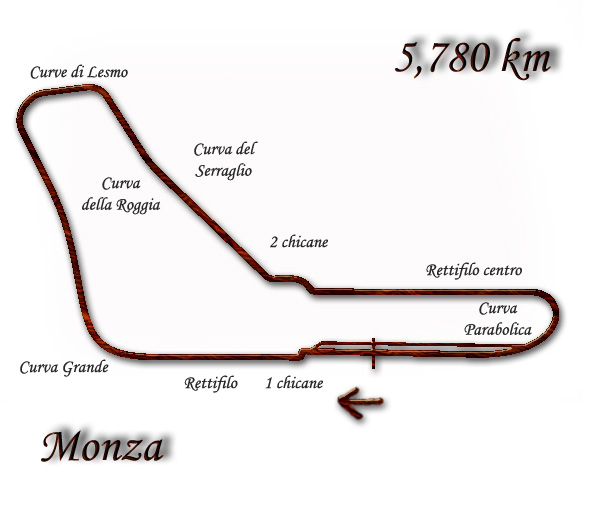
Sesta variazione con leggere modifiche alla Variante Ascari (1974–1975)
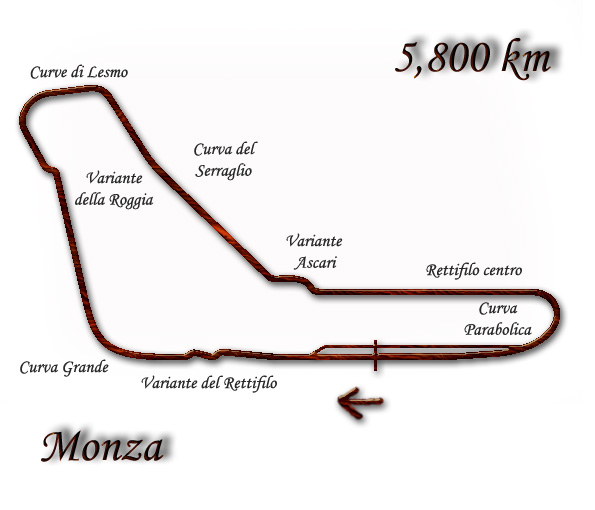
Settima variazione con l'introduzione della variante della Roggia, Goodyear e Ascari (1976–1994)
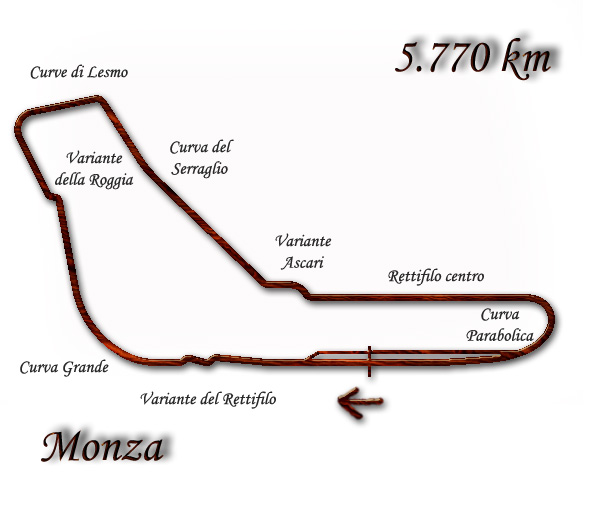
Ottava variazione con la riduzione del raggio delle due di Lesmo, variazione vie di fuga a Lesmo, Ascari e Parabolica (1995–1999)
Nona variazione con la prima variante completamente modificata nella conformazione, Curva Grande spostata alcuni metri all'interno, Variante della Roggia anticipata leggermente, curve di Lesmo più strette (2000–oggi)

## Competizioni

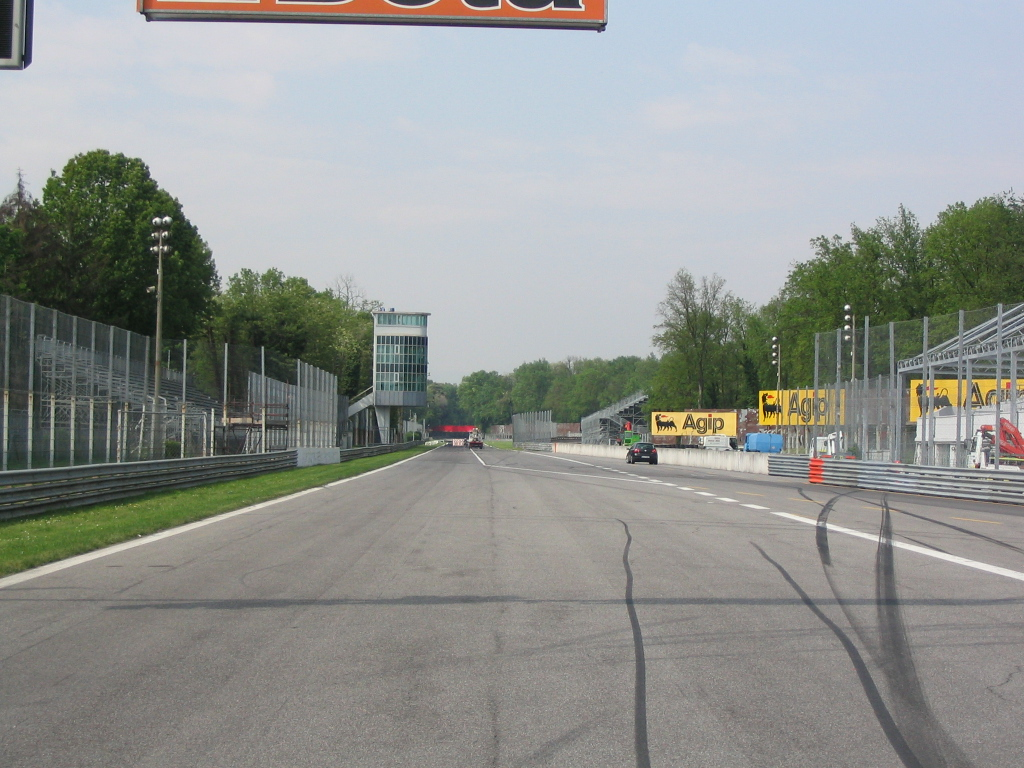
Il rettilineo finale dell'autodromo

Le competizioni più importanti che si disputano annualmente sulla pista dell'autodromo:
- il Gran Premio d'Italia, gara inserita nel calendario del Campionato mondiale di Formula 1. La pista monzese ha ospitato tutte le sue edizioni, tranne quelle non valide per il campionato mondiale, nel 1921, 1937, 1947 e 1948, mentre nel 1980 il Gran Premio fu corso a Imola. Normalmente si disputa la prima domenica di settembre, in alcuni casi la seconda del mese stesso.
- la 1000 km di Monza era un'importante gara per vetture di categoria sport prototipi e Gran Turismo; tornata di nuovo in programma nel mese di aprile, come da tradizione, per il calendario 2007, non è più in programma dal 2009. Nel 2021 la 1000 km è tornata come gara del Campionato del mondo endurance, erede del vecchio campionato del mondo sportprototipi, nel mese di luglio e con una durata di 6 ore.
- GT World Challenge Europe, disputata nei primi giorni di Aprile è una gara Endurance di 3 ore dove si danno gara oltre 50 auto GT delle migliori marche, incluse Ferrari e Lamborghini.
- il Monza Rally Show si corre a fine novembre od a inizio dicembre e chiude la stagione agonistica sulla pista di Monza. Nel 2020 e nel 2021 questa gara è entrata a far parte del campionato del mondo rally come ultima gara stagionale e col nome di Rally di Monza, in sostituzione di alcune tappe cancellate a causa della Pandemia di CoVid-19.
- European Le Mans Series, dove si sfidano prototipi di categoria LMP2 e LMP3 oltre che vetture Gran Turismo per una gara di durata "4 ore". I piazzati al primo e al secondo posto della classifica finale del campionato di ciascuna classe ricevono un invito di partecipazione all'edizione dell'anno successivo della 24 Ore di Le Mans.

La partenza del Gran Premio di superbike di Monza 1999

Importanti competizioni del passato:
- la tappa italiana del Campionato mondiale Superbike. Si disputava la seconda domenica del mese di maggio di ogni anno. Ora si disputa all'Autodromo Enzo e Dino Ferrari
- Gran Premio delle Nazioni era una classica di motociclismo che si disputò fino al 1989 quando fu cancellato per ragioni di sicurezza.
- il WTCC (campionato mondiale turismo) si correva nel mese di ottobre fino al 2008; nel 2009 non è stato disputato sulla pista di Monza, mentre dal 2011 al 2017 è diventato l'evento inaugurale della stagione nella prima metà del mese di marzo.

## Business center
Il circuito, oltre all'attività sportiva, completa la propria stagione con giornate di incentive, prova prodotto, corsi di guida sicura disponibili per privati o aziende. Le palazzine, recentemente ristrutturate, sono utilizzate, oltre per l'accoglienza di ospiti VIP in occasione delle principali gare, anche per meeting, convention, presentazioni prodotto e fiere di ogni genere dal veicolo pesante, all'auto aziendale alla bicicletta. Nel 2021 viene aperto il Monza Circuit Karting, una pista riservata ai go-kart a noleggio, il cui utilizzo è quindi aperto a tutti.
Molto apprezzata la stagione di raduni, tra cui spicca The Réunion, dedicato alle moto "cafè racer"

## Centro ricerche
Presso il circuito è attivo un centro ricerche che sviluppa prodotti e servizi di pubblica utilità.
Storicamente il circuito è stato utilizzato per lo sviluppo di asfalti speciali, i freni a disco, gomma run flat, i combustibili alternativi come gas, metano, bioetanolo.
A Monza sono nati, tra gli altri: il guard rail, il trasponder che ha dato origine al telepass.

## Problematiche ambientali

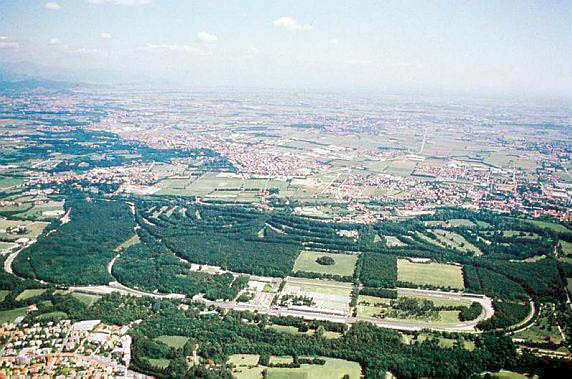
Veduta aerea dell'autodromo e del parco di Monza.

Per il fatto di trovarsi all'interno di un parco, l'autodromo presenta particolari problemi di impatto ambientale.
Già al tempo della sua costruzione, per intervento delle autorità competenti, il progetto originale, che prevedeva un circuito lungo circa 14 km, dovette essere scartato e sostituito da uno di minore impatto, lungo 10 km e che sfruttava alcune strade già esistenti.
In seguito si sono presentati gli stessi problemi in varie occasioni, quando è stato necessario apportare modifiche al tracciato. Ad esempio negli anni settanta, quando fu realizzata la variante Ascari, per l'opposizione di alcuni gruppi ambientalisti si dovette lasciare a bordo pista, in un punto molto pericoloso (all'esterno della prima curva della variante), una grossa quercia che solo dopo alcuni anni si poté abbattere.
Un'altra situazione simile si è verificata nel 1994 quando, a seguito degli incidenti mortali di Roland Ratzenberger e Ayrton Senna nel Gran Premio di Imola, la FIA e i piloti imposero un adeguamento delle misure di sicurezza in tutti i circuiti del mondiale di Formula 1. A Monza fu richiesto l'allestimento di ampi spazi di fuga all'esterno del Curvone (oggi curva Biassono) e delle due curve di Lesmo: i lavori, che comportavano l'abbattimento di oltre 500 alberi, furono però vietati dalla Sovrintendenza ai beni ambientali. Si rischiò seriamente la cancellazione del Gran Premio d'Italia, che avrebbe comportato in pratica la chiusura dell'autodromo (gli incassi del Gran Premio infatti ne sono la principale fonte di finanziamento). La situazione venne sbloccata dall'intervento del presidente della Regione Lombardia, Roberto Formigoni: si realizzò un progetto di minore impatto, che a prezzo di alcune modifiche al tracciato (in particolare il restringimento della seconda curva di Lesmo è stato molto rimpianto dagli appassionati) riduceva il numero di alberi da tagliare a circa 100. A compensazione furono piantati nuovi alberi in altre zone del parco.
Un altro problema è quello del rumore, lamentato da alcuni residenti dei vicini paesi di Vedano al Lambro e Biassono: negli ultimi anni vi sono stati diversi ricorsi alla magistratura, con l'intento di imporre un limite alle emissioni sonore. Nel 2006 il magistrato, giudicando su uno di questi ricorsi, ha vietato la circolazione in pista a tutte le vetture a scarichi aperti: di nuovo, poiché questo comprende le auto di Formula 1 e di diverse altre categorie, questo provvedimento metteva a rischio l'esistenza dell'autodromo. Anche in questo caso è intervenuta la Regione Lombardia, che ha approvato una legge regionale che deroga al divieto per un certo numero di giorni all'anno, sufficiente perché l'autodromo continui a svolgere la sua normale attività.

## Galleria d'immagini

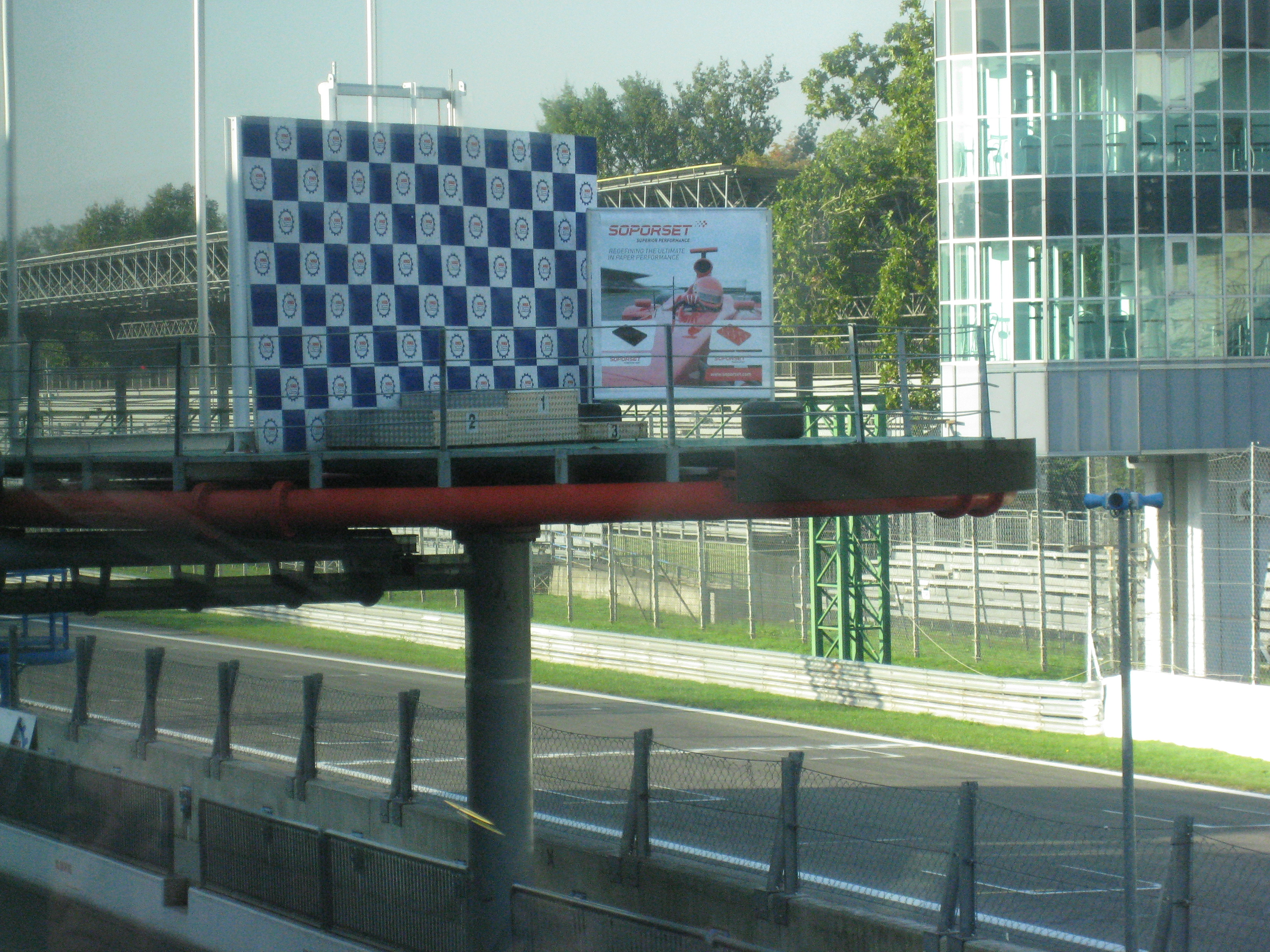
Podio
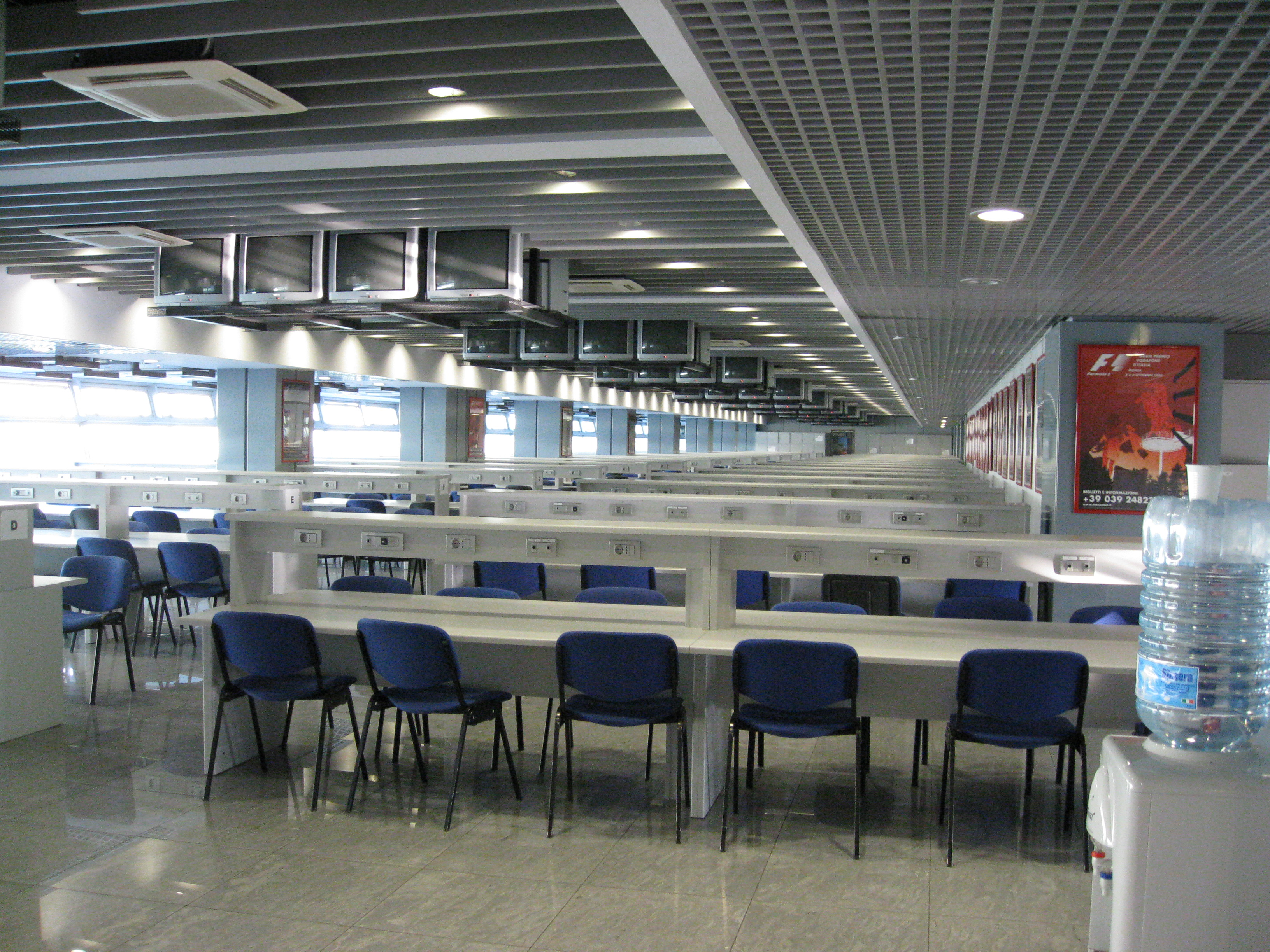
Sala stampa
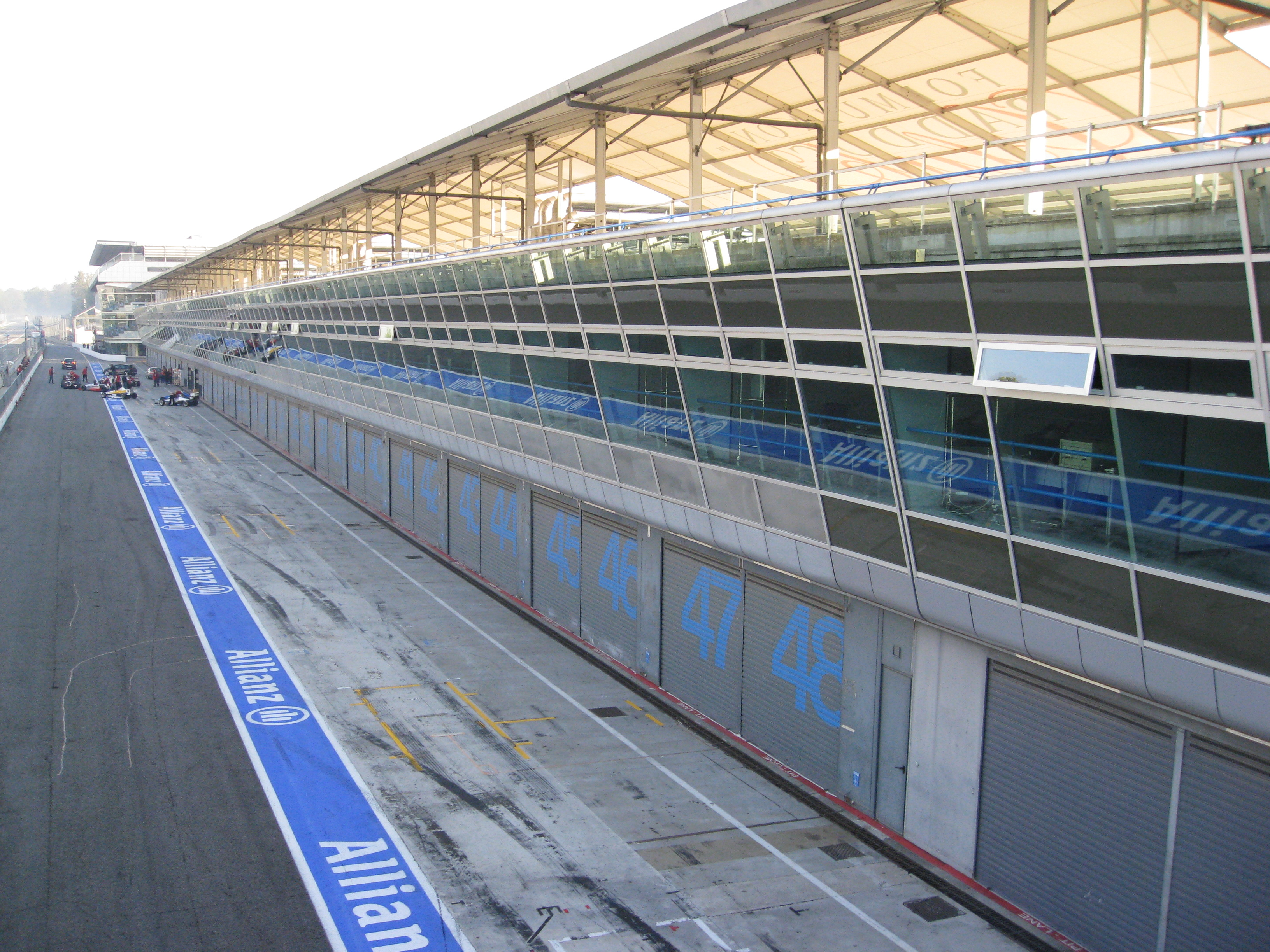
Pit Lane
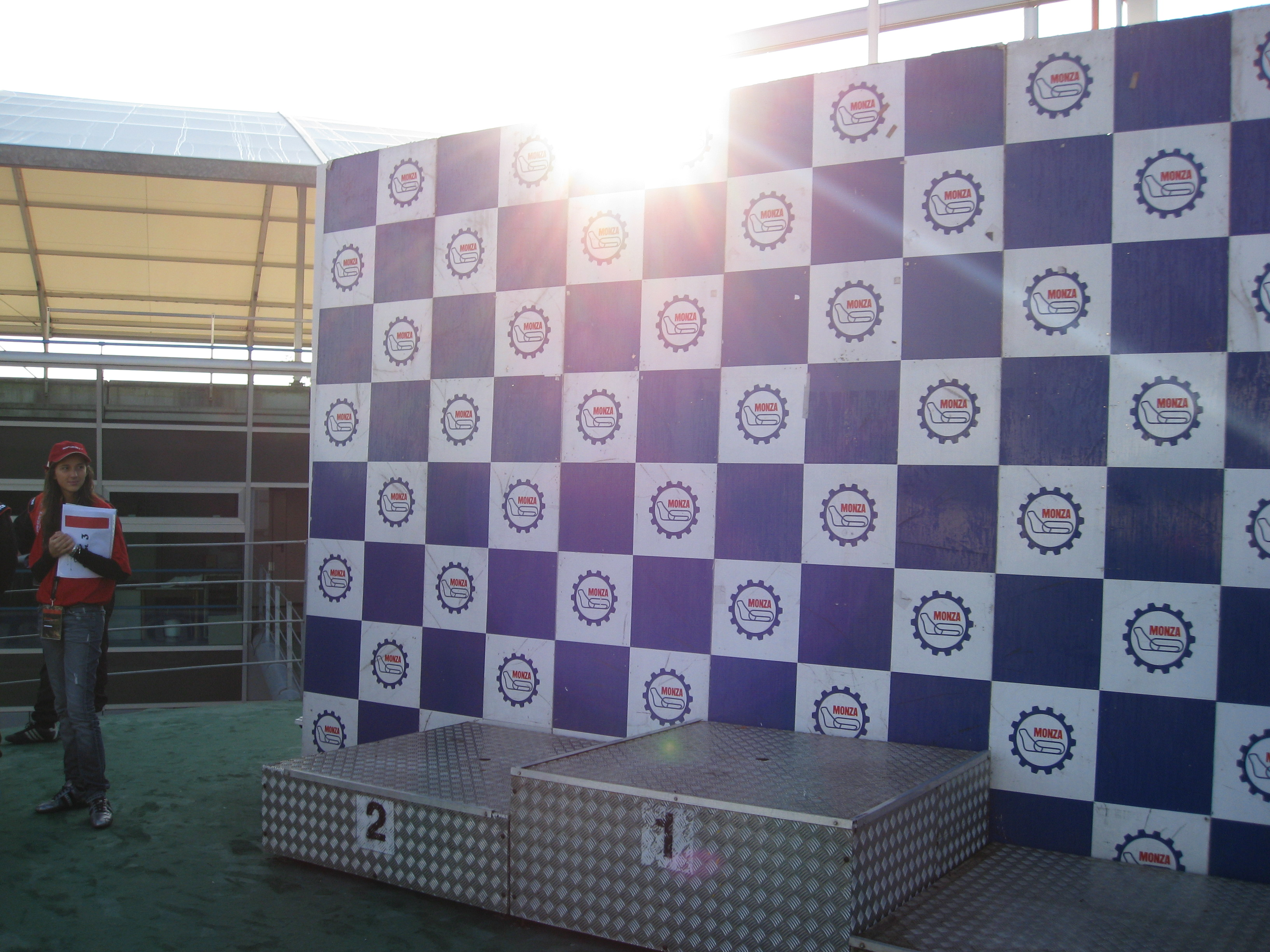
Podio
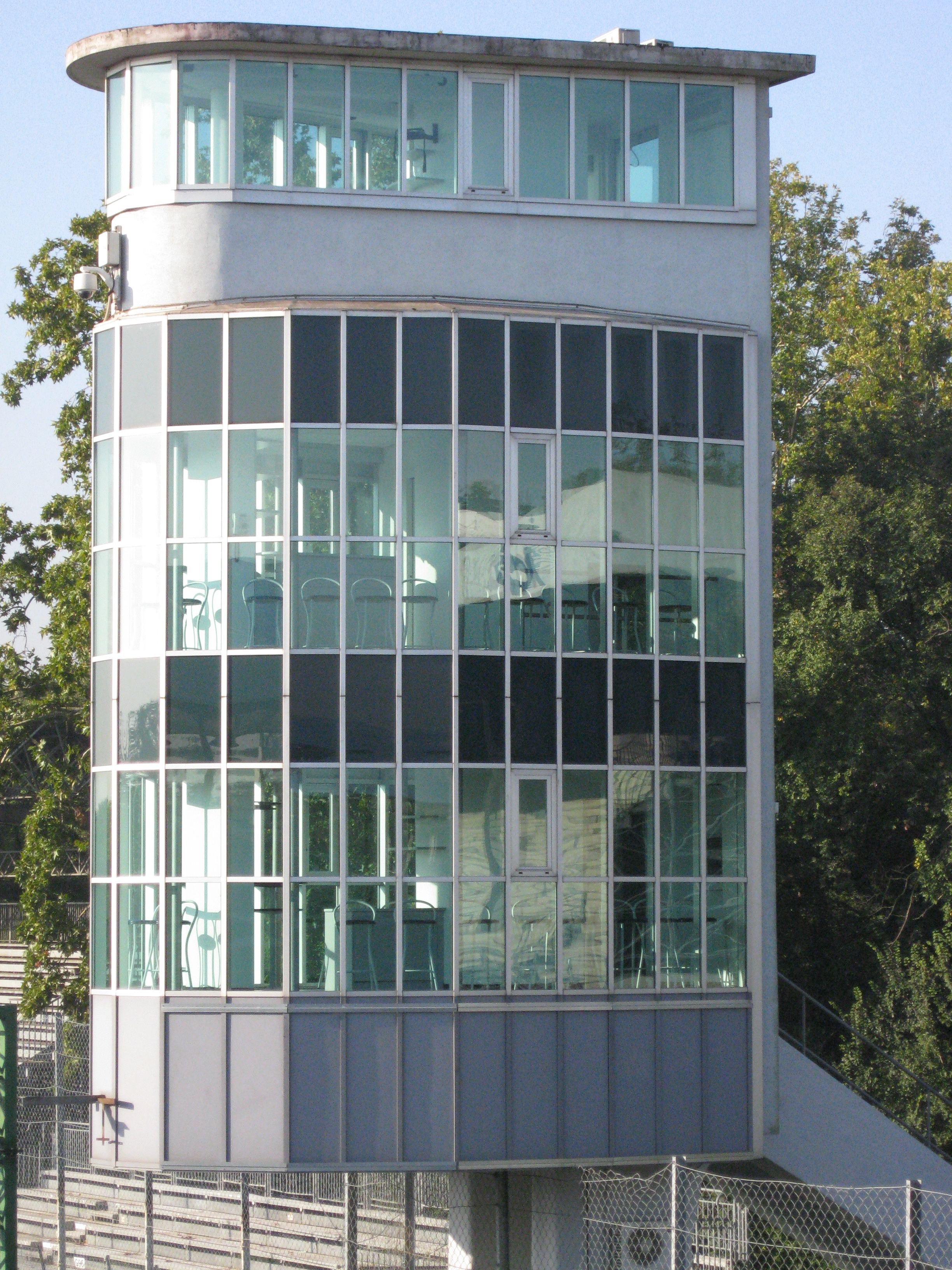
Torre dei cronometristi
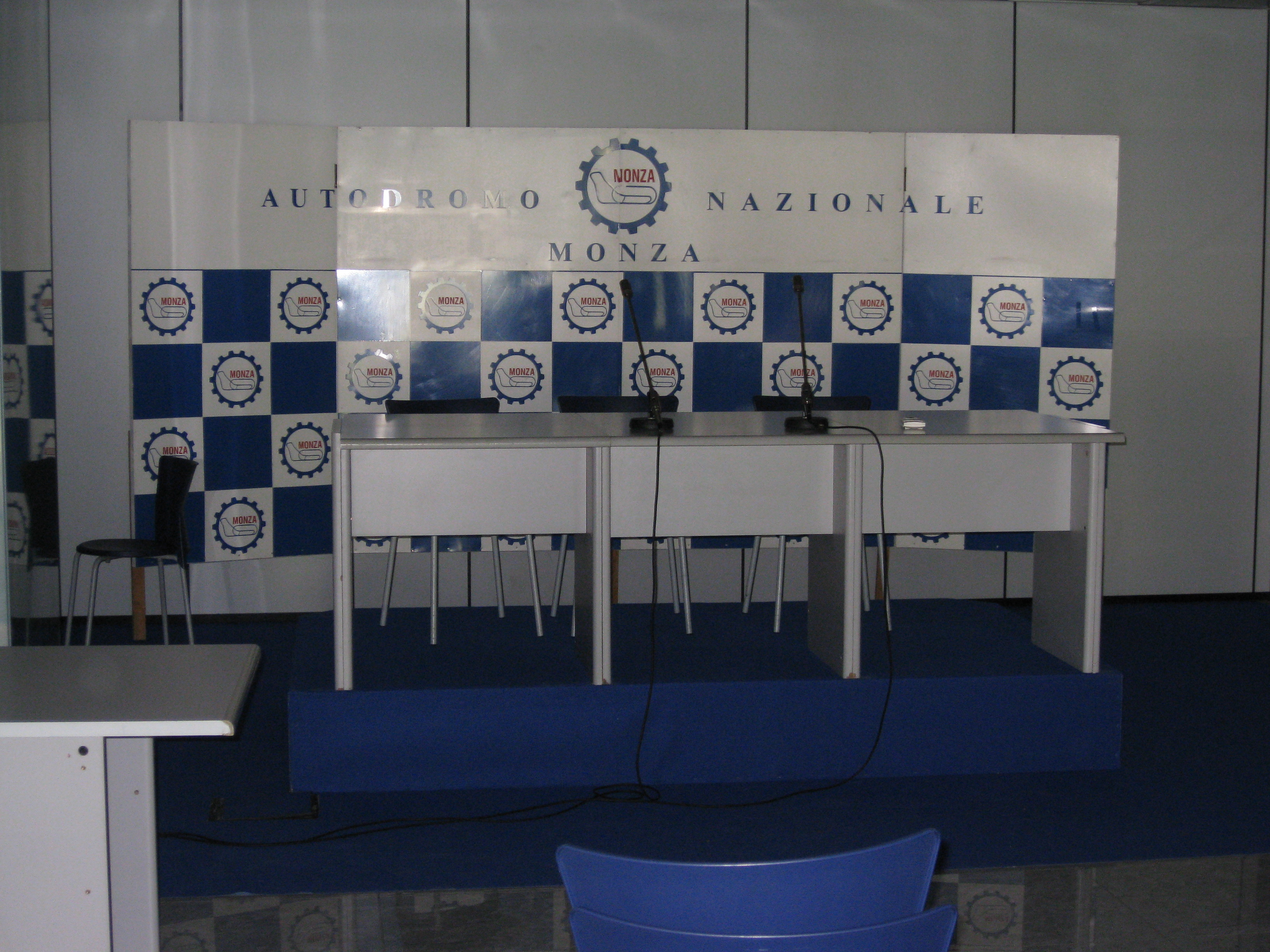
Sala della conferenza stampa dei primi tre classificati
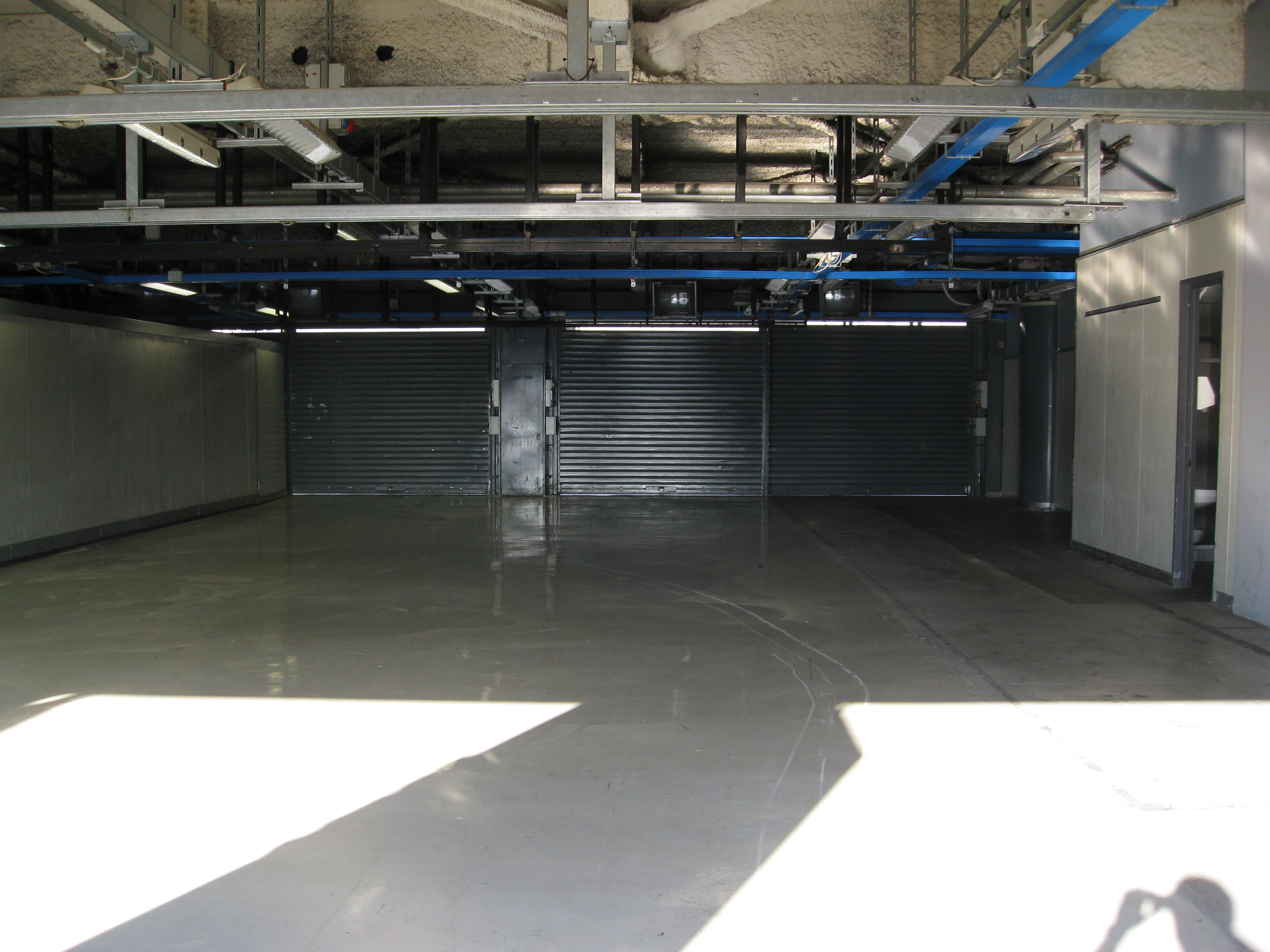
Box
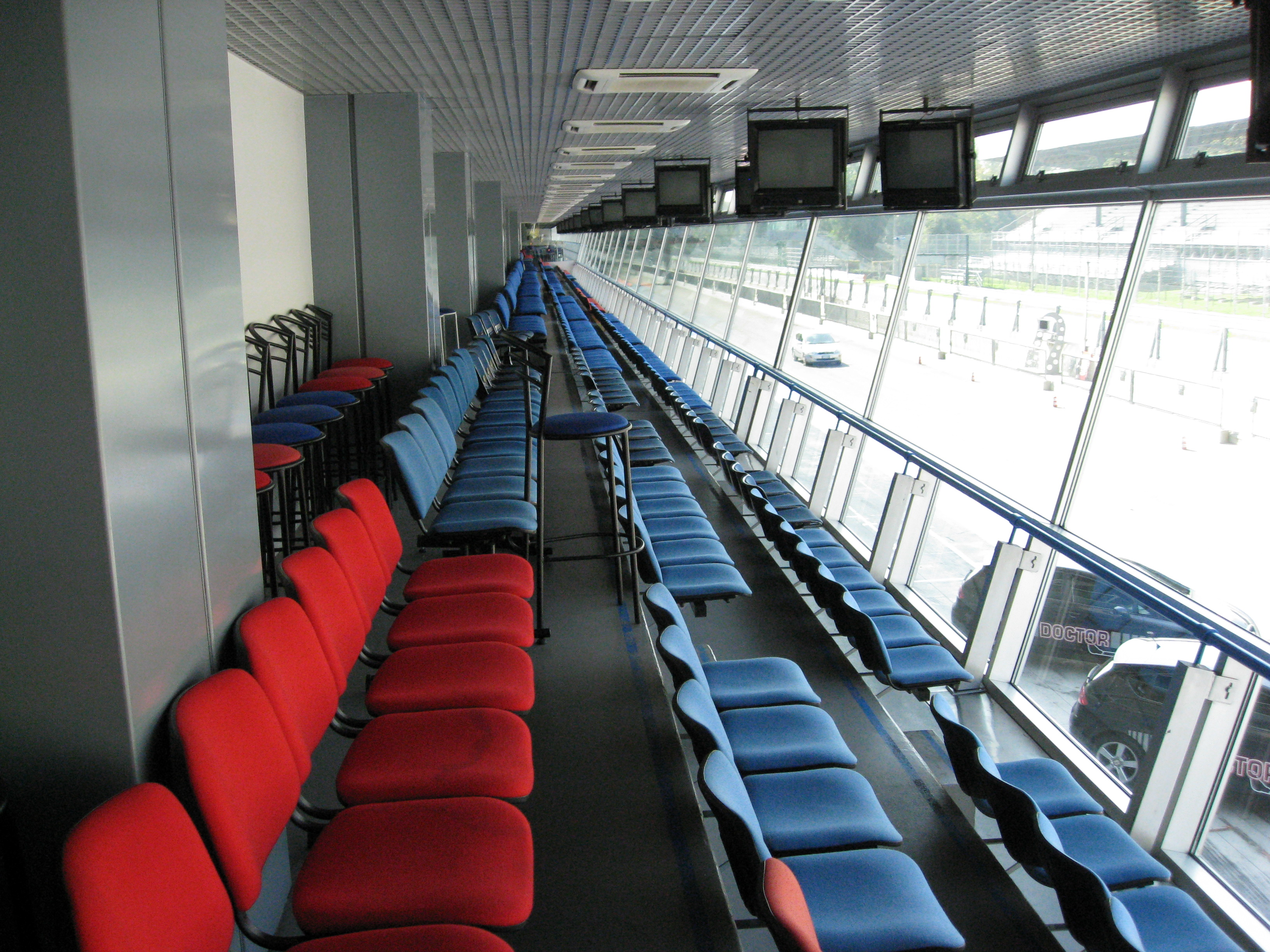
Palco sopra i box
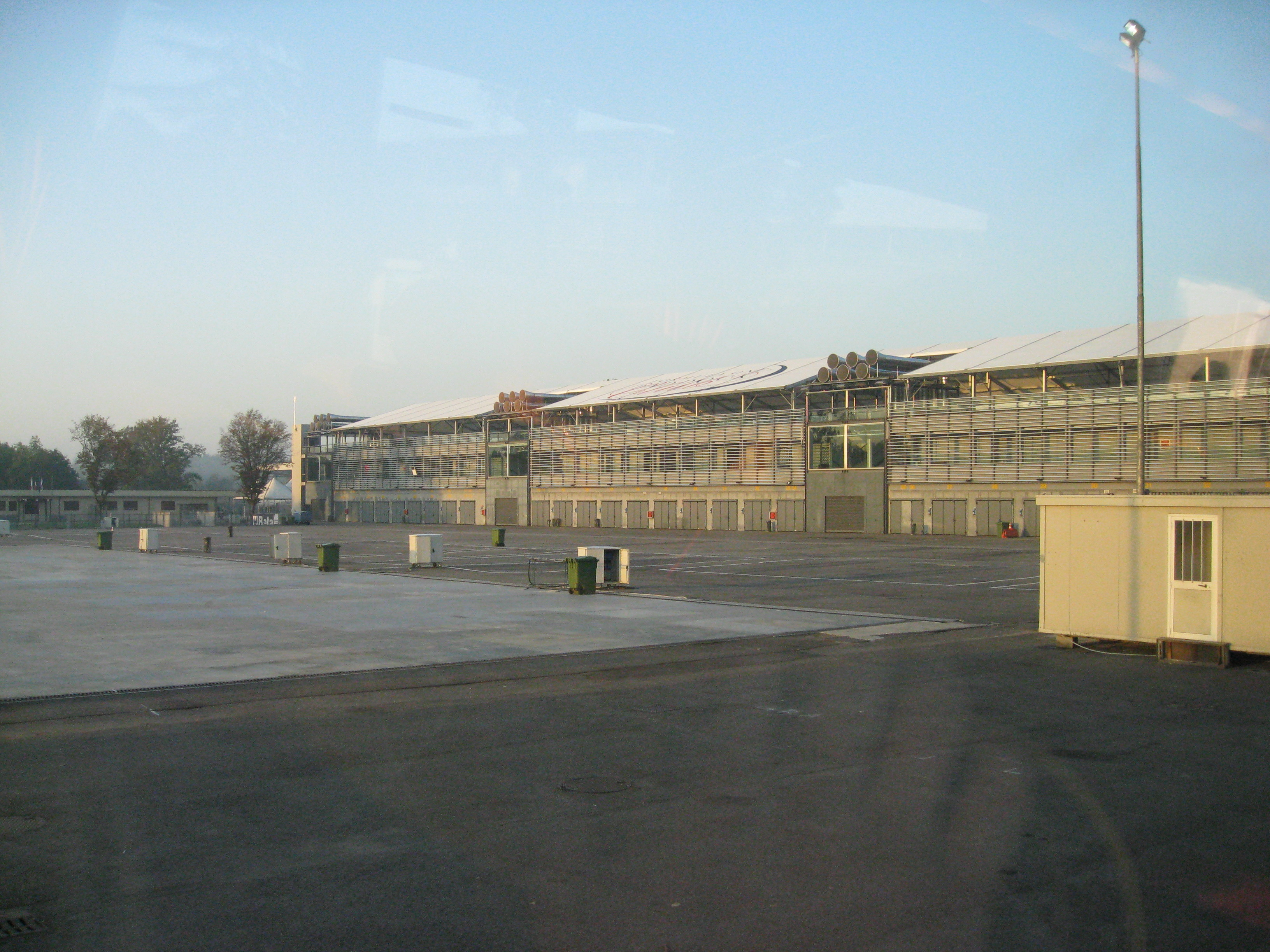
Paddock 1
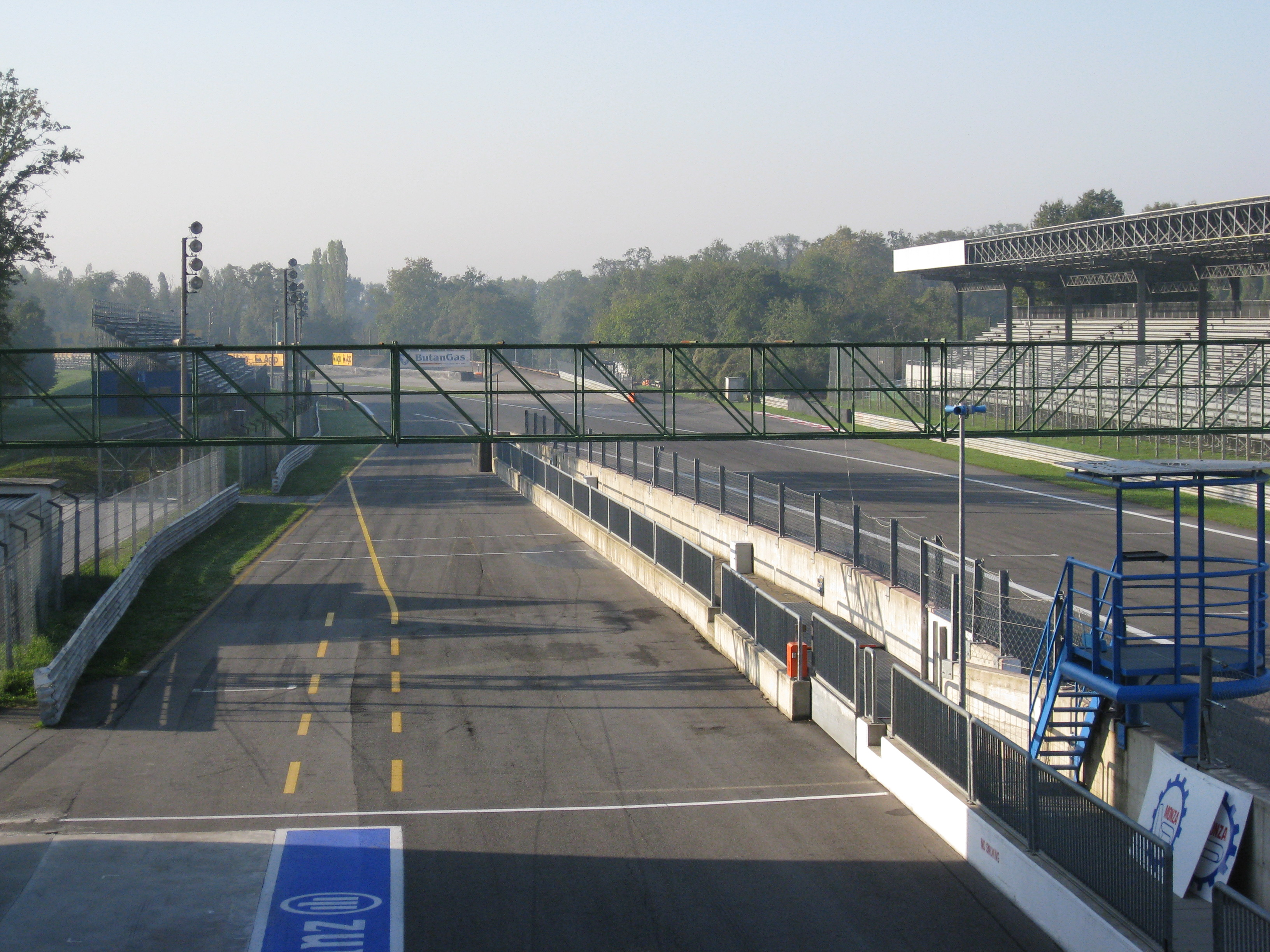
Rettilineo principale uscita parabolica
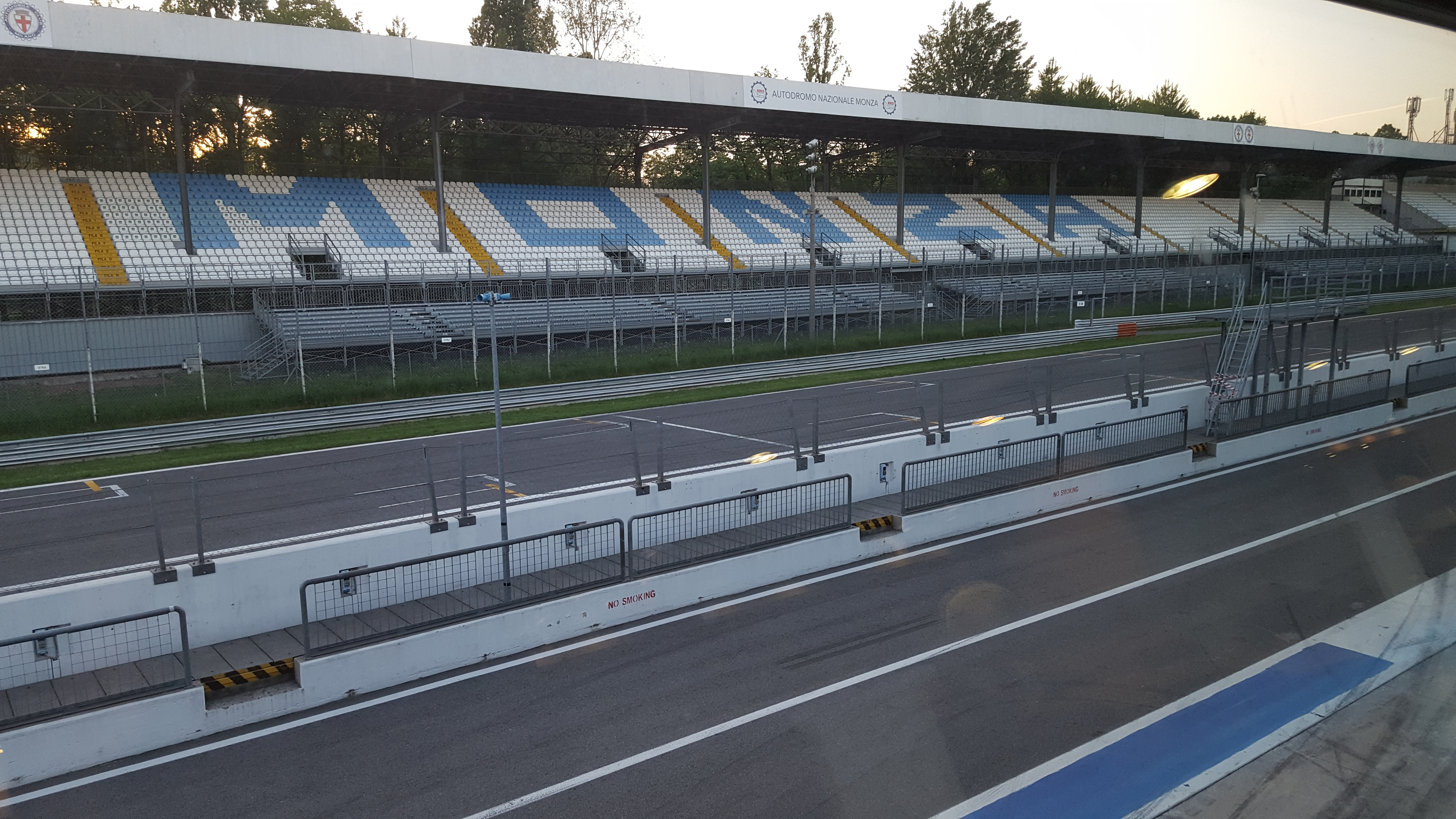
Tribuna Centrale sulla griglia di partenza

## Albo d'oro del Gran Premio d'Italia a Monza
Lo sfondo rosa indica un evento non appartenente al Campionato mondiale di Formula 1.

Lo sfondo verde indica un evento che era parte del Campionato mondiale costruttori precedente alla seconda guerra mondiale.

Lo sfondo giallo indica un evento che era parte del Campionato europeo di automobilismo precedente alla seconda guerra mondiale.
| Anno        | Pilota                                              | Scuderia                                            |
| ----------- | --------------------------------------------------- | --------------------------------------------------- |
| 1921        | Corso al circuito di Montichiari                    | Corso al circuito di Montichiari                    |
| 1922        | Pietro Bordino                                      | Fiat                                                |
| 1923        | Carlo Salamano                                      | Fiat                                                |
| 1924        | Antonio Ascari                                      | Alfa Romeo                                          |
| 1925        | Gastone Brilli-Peri                                 | Alfa Romeo                                          |
| 1926        | Louis Charavel                                      | Bugatti                                             |
| 1927        | Robert Benoist                                      | Delage                                              |
| 1928        | Louis Chiron                                        | Bugatti                                             |
| 1929 – 1930 | Non disputato                                       | Non disputato                                       |
| 1931        | Giuseppe Campari Tazio Nuvolari                     | Alfa Romeo                                          |
| 1932        | Tazio Nuvolari                                      | Alfa Romeo                                          |
| 1933        | Luigi Fagioli                                       | Alfa Romeo                                          |
| 1934        | Luigi Fagioli Rudolf Caracciola                     | Mercedes-Benz                                       |
| 1935        | Hans Stuck                                          | Auto Union                                          |
| 1936        | Bernd Rosemeyer                                     | Auto Union                                          |
| 1937        | Corso al circuito di Montenero                      | Corso al circuito di Montenero                      |
| 1938        | Tazio Nuvolari                                      | Auto Union                                          |
| 1939 – 1946 | Non disputato a causa della seconda guerra mondiale | Non disputato a causa della seconda guerra mondiale |
| 1947        | Corso a Milano                                      | Corso a Milano                                      |
| 1948        | Corso al parco del Valentino                        | Corso al parco del Valentino                        |
| 1949        | Alberto Ascari                                      | Ferrari                                             |
| 1950        | Nino Farina                                         | Alfa Romeo                                          |
| 1951        | Alberto Ascari                                      | Ferrari                                             |
| 1952        | Alberto Ascari                                      | Ferrari                                             |
| 1953        | Juan Manuel Fangio                                  | Maserati                                            |
| 1954        | Juan Manuel Fangio                                  | Mercedes                                            |
| 1955        | Juan Manuel Fangio                                  | Mercedes                                            |
| 1956        | Stirling Moss                                       | Maserati                                            |
| 1957        | Stirling Moss                                       | Vanwall                                             |
| 1958        | Tony Brooks                                         | Vanwall                                             |
| 1959        | Stirling Moss                                       | Cooper                                              |
| 1960        | Phil Hill                                           | Ferrari                                             |
| 1961        | Phil Hill                                           | Ferrari                                             |
| 1962        | Graham Hill                                         | BRM                                                 |
| 1963        | Jim Clark                                           | Lotus                                               |
| 1964        | John Surtees                                        | Ferrari                                             |
| 1965        | Jackie Stewart                                      | BRM                                                 |
| 1966        | Ludovico Scarfiotti                                 | Ferrari                                             |
| 1967        | John Surtees                                        | Honda                                               |
| 1968        | Denny Hulme                                         | McLaren                                             |
| 1969        | Jackie Stewart                                      | Matra                                               |
| 1970        | Clay Regazzoni                                      | Ferrari                                             |
| 1971        | Peter Gethin                                        | BRM                                                 |
| 1972        | Emerson Fittipaldi                                  | Lotus                                               |
| 1973        | Ronnie Peterson                                     | Lotus                                               |
| 1974        | Ronnie Peterson                                     | Lotus                                               |
| 1975        | Clay Regazzoni                                      | Ferrari                                             |
| 1976        | Ronnie Peterson                                     | March                                               |
| 1977        | Mario Andretti                                      | Lotus                                               |
| 1978        | Niki Lauda                                          | Brabham                                             |
| 1979        | Jody Scheckter                                      | Ferrari                                             |
| 1980        | Corso al circuito di Imola                          | Corso al circuito di Imola                          |
| 1981        | Alain Prost                                         | Renault                                             |
| 1982        | René Arnoux                                         | Renault                                             |
| 1983        | Nelson Piquet                                       | Brabham                                             |
| 1984        | Niki Lauda                                          | McLaren                                             |
| 1985        | Alain Prost                                         | McLaren                                             |
| 1986        | Nelson Piquet                                       | Williams                                            |
| 1987        | Nelson Piquet                                       | Williams                                            |
| 1988        | Gerhard Berger                                      | Ferrari                                             |
| 1989        | Alain Prost                                         | McLaren                                             |
| 1990        | Ayrton Senna                                        | McLaren                                             |
| 1991        | Nigel Mansell                                       | Williams                                            |
| 1992        | Ayrton Senna                                        | McLaren                                             |
| 1993        | Damon Hill                                          | Williams                                            |
| 1994        | Damon Hill                                          | Williams                                            |
| 1995        | Johnny Herbert                                      | Benetton                                            |
| 1996        | Michael Schumacher                                  | Ferrari                                             |
| 1997        | David Coulthard                                     | McLaren                                             |
| 1998        | Michael Schumacher                                  | Ferrari                                             |
| 1999        | Heinz-Harald Frentzen                               | Jordan                                              |
| 2000        | Michael Schumacher                                  | Ferrari                                             |
| 2001        | Juan Pablo Montoya                                  | Williams                                            |
| 2002        | Rubens Barrichello                                  | Ferrari                                             |
| 2003        | Michael Schumacher                                  | Ferrari                                             |
| 2004        | Rubens Barrichello                                  | Ferrari                                             |
| 2005        | Juan Pablo Montoya                                  | McLaren                                             |
| 2006        | Michael Schumacher                                  | Ferrari                                             |
| 2007        | Fernando Alonso                                     | McLaren                                             |
| 2008        | Sebastian Vettel                                    | Toro Rosso                                          |
| 2009        | Rubens Barrichello                                  | Brawn                                               |
| 2010        | Fernando Alonso                                     | Ferrari                                             |
| 2011        | Sebastian Vettel                                    | Red Bull                                            |
| 2012        | Lewis Hamilton                                      | McLaren                                             |
| 2013        | Sebastian Vettel                                    | Red Bull                                            |
| 2014        | Lewis Hamilton                                      | Mercedes                                            |
| 2015        | Lewis Hamilton                                      | Mercedes                                            |
| 2016        | Nico Rosberg                                        | Mercedes                                            |
| 2017        | Lewis Hamilton                                      | Mercedes                                            |
| 2018        | Lewis Hamilton                                      | Mercedes                                            |
| 2019        | Charles Leclerc                                     | Ferrari                                             |
| 2020        | Pierre Gasly                                        | AlphaTauri                                          |
| 2021        | Daniel Ricciardo                                    | McLaren                                             |
| 2022        | Max Verstappen                                      | Red Bull                                            |
| 2023        | Max Verstappen                                      | Red Bull                                            |
| 2024        | Charles Leclerc                                     | Ferrari                                             |

### Vittorie per pilota
| Vittorie | Pilota                | Anno(i)/Vettura                                                              |
| -------- | --------------------- | ---------------------------------------------------------------------------- |
| 5        | Michael Schumacher    | 1996/Ferrari - 1998/Ferrari - 2000/Ferrari - 2003/Ferrari - 2006/Ferrari     |
| 5        | Lewis Hamilton        | 2012/McLaren - 2014/Mercedes - 2015/Mercedes - 2017/Mercedes - 2018/Mercedes |
| 3        | Juan Manuel Fangio    | 1953/Maserati - 1954/Mercedes - 1955/Mercedes                                |
| 3        | Stirling Moss         | 1956/Maserati - 1957/Vanwall - 1959/Cooper                                   |
| 3        | Ronnie Peterson       | 1973/Lotus - 1974/Lotus - 1976/March                                         |
| 3        | Alain Prost           | 1981/Renault - 1985/McLaren - 1989/McLaren                                   |
| 3        | Nelson Piquet         | 1983/Brabham - 1986/Williams - 1987/Williams                                 |
| 3        | Rubens Barrichello    | 2002/Ferrari - 2004/Ferrari - 2009/Brawn                                     |
| 3        | Sebastian Vettel      | 2008/Toro Rosso - 2011/Red Bull - 2013/Red Bull                              |
| 2        | Alberto Ascari        | 1951/Ferrari - 1952/Ferrari                                                  |
| 2        | Phil Hill             | 1960/Ferrari - 1961/Ferrari                                                  |
| 2        | John Surtees          | 1964/Ferrari - 1967/Honda                                                    |
| 2        | Jackie Stewart        | 1965/BRM - 1969/Matra                                                        |
| 2        | Clay Regazzoni        | 1970/Ferrari - 1975/Ferrari                                                  |
| 2        | Niki Lauda            | 1978/Brabham - 1984/McLaren                                                  |
| 2        | Ayrton Senna          | 1990/McLaren - 1992/McLaren                                                  |
| 2        | Damon Hill            | 1993/Williams - 1994/Williams                                                |
| 2        | Juan Pablo Montoya    | 2001/Williams - 2005/McLaren                                                 |
| 2        | Fernando Alonso       | 2007/McLaren - 2010/Ferrari                                                  |
| 2        | Charles Leclerc       | 2019/Ferrari - 2024/Ferrari                                                  |
| 2        | Max Verstappen        | 2022/Red Bull - 2023/Red Bull                                                |
| 1        | Nino Farina           | 1950/Alfa Romeo                                                              |
| 1        | Tony Brooks           | 1958/Vanwall                                                                 |
| 1        | Graham Hill           | 1962/BRM                                                                     |
| 1        | Jim Clark             | 1963/Lotus                                                                   |
| 1        | Ludovico Scarfiotti   | 1966/Ferrari                                                                 |
| 1        | Denny Hulme           | 1968/McLaren                                                                 |
| 1        | Peter Gethin          | 1971/BRM                                                                     |
| 1        | Emerson Fittipaldi    | 1972/Lotus                                                                   |
| 1        | Mario Andretti        | 1977/Lotus                                                                   |
| 1        | Jody Scheckter        | 1979/Ferrari                                                                 |
| 1        | René Arnoux           | 1982/Renault                                                                 |
| 1        | Gerhard Berger        | 1988/Ferrari                                                                 |
| 1        | Nigel Mansell         | 1991/Williams                                                                |
| 1        | Johnny Herbert        | 1995/Benetton                                                                |
| 1        | David Coulthard       | 1997/McLaren                                                                 |
| 1        | Heinz-Harald Frentzen | 1999/Jordan                                                                  |
| 1        | Nico Rosberg          | 2016/Mercedes                                                                |
| 1        | Pierre Gasly          | 2020/AlphaTauri                                                              |
| 1        | Daniel Ricciardo      | 2021/McLaren                                                                 |

### Vittorie per scuderia
| Vittorie | Scuderia   | Anno(i)/Pilota |
| -------- | ---------- | --- |
| 20       | Ferrari    | 1951/Alberto Ascari - 1952/Alberto Ascari - 1960/Phil Hill - 1961/Phil Hill - 1964/John Surtees - 1966/Ludovico Scarfiotti - 1970/Clay Regazzoni - 1975/Clay Regazzoni - 1979/Jody Scheckter - 1988/Gerhard Berger - 1996/Michael Schumacher - 1998/Michael Schumacher - 2000/Michael Schumacher - 2002/Rubens Barrichello - 2003/Michael Schumacher - 2004/Rubens Barrichello - 2006/Michael Schumacher - 2010/Fernando Alonso - 2019/Charles Leclerc - 2024/Charles Leclerc |
| 11       | McLaren    | 1968/Denny Hulme - 1984/Niki Lauda - 1985/Alain Prost - 1989/Alain Prost - 1990/Ayrton Senna - 1992/Ayrton Senna - 1997/David Coulthard - 2005/Juan Pablo Montoya - 2007/Fernando Alonso - 2012/Lewis Hamilton - 2021/Daniel Ricciardo |
| 7        | Mercedes   | 1954/Juan Manuel Fangio - 1955/Juan Manuel Fangio - 2014/Lewis Hamilton - 2015/Lewis Hamilton - 2016/Nico Rosberg - 2017/Lewis Hamilton - 2018/Lewis Hamilton |
| 6        | Williams   | 1986/Nelson Piquet - 1987/Nelson Piquet - 1991/Nigel Mansell - 1993/Damon Hill - 1994/Damon Hill - 2001/Juan Pablo Montoya |
| 5        | Lotus      | 1963/Jim Clark - 1972/Emerson Fittipaldi - 1973/Ronnie Peterson - 1974/Ronnie Peterson - 1977/Mario Andretti |
| 4        | Red Bull   | 2011/Sebastian Vettel - 2013/Sebastian Vettel - 2022/Max Verstappen - 2023/Max Verstappen |
| 3        | BRM        | 1962/Graham Hill - 1965/Jackie Stewart - 1971/Peter Gethin |
| 2        | Maserati   | 1953/Juan Manuel Fangio - 1956/Stirling Moss |
| 2        | Vanwall    | 1957/Stirling Moss - 1958/Tony Brooks |
| 2        | Brabham    | 1978/Niki Lauda - 1983/Nelson Piquet |
| 2        | Renault    | 1981/Alain Prost - 1982/René Arnoux |
| 1        | Alfa Romeo | 1950/Nino Farina |
| 1        | Cooper     | 1959/Stirling Moss |
| 1        | Honda      | 1967/John Surtees |
| 1        | Matra      | 1969/Jackie Stewart |
| 1        | March      | 1976/Ronnie Peterson |
| 1        | Benetton   | 1995/Johnny Herbert |
| 1        | Jordan     | 1999/Heinz-Harald Frentzen |
| 1        | Toro Rosso | 2008/Sebastian Vettel |
| 1        | Brawn      | 2009/Rubens Barrichello |
| 1        | AlphaTauri | 2020/Pierre Gasly |

## Eventi extra-sportivi
La 1ª Coppa Fiera di Milano è stata una competizione automobilistica ad handicap disputata nel 1925 all'autodromo di Monza.
Una parte del film di John Frankenheimer, Grand Prix del 1966, fu girata sul circuito brianzolo comprendente le curve sopraelevate.
Nel 1989 suonarono i Pink Floyd, portando sessantamila persone. Numerosi concerti o eventi sono stati organizzati nel Parco di Monza.
Il 28 maggio 2017, la 21ª e ultima tappa del Giro d'Italia è partita proprio dall'Autodromo di Monza. La corsa "rosa" del ciclismo per il suo 100º anno ha effettuato un giro del circuito dell'autodromo per la cronometro dell'ultima tappa.

## Riferimenti culturali
- In Mario Kart Wii, il Circuito di Luigi ha lo stesso tracciato di quello dell'autodromo.